# ダウンタウンのごっつええ感じ
『ダウンタウンのごっつええ感じ』（ダウンタウンのごっつええかんじ、ラテン文字表記:GOTTSU "A" KANJI）は、フジテレビ系列で放送されていたお笑いバラエティ番組。通称『ごっつええ感じ』または『ごっつ』。レギュラー放送は、1991年〈平成3年〉12月8日から1997年〈平成9年〉11月2日まで、毎週日曜日20:00 - 20:54に放送された。

## 概要
ダウンタウンの冠番組のひとつであり、『ダウンタウンのガキの使いやあらへんで!』（日本テレビ）と並び東京進出したばかりの頃の代表的な出演番組でもある。番組はコントとロケ企画を中心に構成され、ダウンタウンのほか今田耕司、東野幸治、130R（板尾創路・蔵野孝洋）、YOU、篠原涼子といったレギュラー出演者にとって一躍その名を全国区に知らしめた番組となった。
前身番組として、1991年正月の夕方に『ダウンタウンのごっつええ感じ マジでマジでアカンめっちゃ腹痛い』というタイトルの特番が放送された。その後、タイトルを縮めゴールデンタイムの『火曜ワイドスペシャル』の枠で行われた2度のトライアル放送で内容のひな形が構築され、1991年12月8日からレギュラー番組としてスタートした。レギュラースタート時のキャッチコピーは、「バカ、ふたり。」。最盛期には裏番組でもある日本テレビの『天才・たけしの元気が出るテレビ!!』と視聴率争いを展開し、ついには『元気が出るテレビ!!』を終了へと追い込んだ。
しかし、番組には過激な内容も多く、それが人気を博した一方でいじめや差別などを連想させる企画や、危険なため真似してはいけない企画が多いとして視聴者から抗議や苦情も多く寄せられ、「親が子供に見せたくない番組」の上位の常連となっていた。フジテレビならびに吉本興業もこれを重く受け止め、ダウンタウンに番組内容の見直しを勧めたが、コント構成も兼任している松本は聞き入れず結果として番組内容は過激化し、他の出演者へも負担が大きくかかるようになっていった。それがさらに批判を呼ぶ一方で、視聴率の方も上がっていくというジレンマを抱え、フジテレビ内部でも番組の継続をどうするかで議論が度々起こっていた。

## 出演者

### レギュラー
- ダウンタウン
  - 浜田雅功
  - 松本人志
- 今田耕司
ダウンタウン以外で1991年正月特番から2001年スペシャルまでの全期間に出演している唯一のレギュラー出演者。
- 東野幸治（正月特番、火曜ワイドスペシャル版、1994年10月23日 - 1997年11月2日、2001年スペシャル）
正月特番・火曜ワイドスペシャル版に出演していたが、レギュラー放送開始では130Rに変更になった。理由は、浜田から「東野は協調性がないからアカン」の一言があったため。板尾の芸能活動自粛がきっかけでレギュラー出演者に加入した。
- 130R（1991年12月8日 - 1997年11月2日、2001年スペシャル）
  - 板尾創路（※1994年5月1日から12月25日まで芸能活動自粛。）
  - 蔵野孝洋（現：ほんこん）
- 吉田ヒロ（火曜ワイドスペシャル版 - 1992年9月27日）
降板の挨拶などは一切なく番組を離れた。
- YOU（正月特番 - 1997年4月20日、2001年スペシャル）
番組開始当初はFAIRCHILDのメンバーであった。1997年4月妊娠のため降板。
- 西端弥生（火曜ワイドスペシャル版 - 1994年5月29日）
産休入りのため芸能活動休業したが、そのまま芸能界を引退した。
- 松雪泰子（1991年12月8日 - 1992年3月22日）
1993年末放送の「私が選んだまた見たいランキングBEST100」に再出演した。
- 篠原涼子（1991年12月8日 - 1997年4月20日）
番組開始当初は東京パフォーマンスドールのメンバーであった。1994年に楽曲がヒットし芸能活動が多忙になったため、1995年秋以降はコントの出演はしなくなり、「the TEAM FIGHT」のコーナーのみの出演となった。
- 伊藤美奈子（1991年12月8日 - 1992年3月22日）
NHK朝ドラ『おんなは度胸』に出演が決まったため降板。
- 山田花子（火曜ワイドスペシャル版、1992年11月1日 - 1993年3月21日）
レギュラー出演者に加入する以前に、火曜ワイドスペシャル版「知っておこう」のコーナーにリポーターとして出演していた。プロレスラーに転身するため降板。その後芸能界復帰、番組末期の企画に出演。

### コント・コーナー出演者
- 爆風スランプ（1991年12月 - 1992年3月）
  - サンプラザ中野
  - パッパラー河合
コントの合間に、持ち歌の「ちゃんちゃらおかぴー音頭」などを二人で炬燵の上で披露するブリッジ的コーナーで、詩は毎回新作が用意された。
- ユニコーン（火曜ワイドスペシャル版 - 1993年9月）
  - 奥田民生（番組末期の企画「芸能人マリオカート王決定戦」ではPUFFYと共に登場した。）
  - 阿部義晴
爆風スランプと同じく、持ち歌の「風」の節に、毎回違う歌詞をのせた歌ネタを披露。のち「民生くんとアベくん」という1コーナーに独立し、二人があちこちの学校などに出向き、ご当地的に作詞された「風」を歌うというものになった。
- 木村祐一
1991年の正月特番に出演した後、本番組後期の放送作家を務めキャリー東野などの企画に出演することも多かった。
- ジミー大西
何をされたかツアーなど主にリアクション系の企画に数回出演し、画家転向後も一度出演した。
- Mr.オクレ
- オスマン・サンコン
- 若杉茂樹
浜田の高校生時代の恩師。「結婚前提戦士ラブラブファイヤー」などコントにドッキリで出演していた。
- 岸田今日子（結婚前提戦士ラブラブファイヤー）
- 原田大二郎（結婚前提戦士ラブラブファイヤー）
- 橋爪光男（結婚前提戦士ラブラブファイヤー）
OPEDのキャスト紹介ではノンクレジットだった。当コーナーの終了後は2回番組の別企画に顔を出していた。また、イエロー・マジック・オーケストラが「テクノドン」のリリース会見を行った際には、オジンガーZとして司会を担当した。
- 吉行和子（熱血刑事伝説こちら88分署）
- 冨士眞奈美（木瓜の花）
- 宮川一朗太（木瓜の花）
- 佐藤蛾次郎（木瓜の花）
- 八名信夫（木瓜の花）
- 鈴木蘭々（改造人間カスタムひかる）
- 藤原喜明（改造人間カスタムひかる他、1993年から1994年にかけて出演。）
- 佐藤和弘（草野球王）
- 神田利則（草野球王）
- 堀部圭亮（草野球王）
- 工藤兄弟（草野球王）
- 平光清（草野球王・審判）
- 藤岡弘（藤岡弘とあそぼう）
- 福井謙二（浜田雅功 完全試合に挑戦 / 浜ちゃんの剣道がんばるぞ!ほか、フジテレビアナウンサー）
- 川端健嗣（浜ちゃんのスポーツがんばるぞ! / PAINTING QUIZ SHOW 俺ならこう描く!!ほか・進行、フジテレビアナウンサー）
- 三宅正治（キャリー東野のアイドル虎の穴 / 草野球王 〜芸能界最強を目指して〜・実況、フジテレビアナウンサー）
- 西山喜久恵（草野球王 〜芸能界最強を目指して〜・ベンチリポーター / 力也ちゃんと遊ぼう・進行、フジテレビアナウンサー）
- 富永美樹（草野球王・ベンチリポーター / 巨大紙切りマッチデス・司会、フジテレビアナウンサー）

## 番組の歴史

### 1991年12月 - 1993年3月
『火曜ワイドスペシャル』時のメンバーだった今田、YOU、西端、ヒロ、ユニコーンの2人に加え吉本の若手お笑いコンビ・130R、東京パフォーマンスドールの篠原、前身番組の『夢で逢えたら』から伊藤、そして爆風スランプのサンプラザ・パッパラー、『夢逢え』の最終回ドラマに出演していた松雪といった陣営でレギュラー番組としての本番組はスタートした。しかし当初はまだ基本内容が固定されておらず、『火ワイ』時代のコーナーや単発企画で凌いだ。年明けには「ハマダ芸能社」「なんなんなあに何太郎君」「ラブラブファイヤー」などのレギュラーコーナーがスタート、番組のフォーマットが確立された。その年の春にはミラクルエースやオジンガーZなどの人気キャラクターも登場し、番組の人気は過熱していったが、93年春に一斉終了した。なお、松本のケガの影響により、VTR不足になり急遽生放送を行ったことがある。

### 1993年4月 - 10月
『夢で逢えたら』の路線を引きずっていたオープニング枠が撤廃され、スタジオでの公開収録がメインになるなど番組構成に変化が起こる。「トラゴロウとゆかいな仲間たち」「木瓜の花」「カスタムひかる」「ボディコンかあちゃんコンテスト」「鼻リーグ」がこの時期の主なコーナーであったが、いずれも短命に終わった。「カスタムひかる」「木瓜の花」の終了によって連続コントドラマ枠も途絶え、ユニコーンの解散で奥田・阿部も番組を去った。

### 1993年11月 - 1995年3月
それまでの『夢で逢えたら』の派生的雰囲気からダウンタウン色が濃厚なお笑い番組へと方向転換し始めた。初期キャラの生き残りでメインコーナーを与えられた「おかんとマーくん」も姿を消し、「かけめぐるジャッキーとマキ」「こんにさわ!!園長先生」「AHOAHOMAN」などバイオレンスさ・下品さの度を増したコントが量産された。さらに、この頃からコント以外のコーナーが増え、ゲームコーナー「ザ・対決」をはじめ、ドッキリやロケといった「緊急企画」が実施されるようになる。そして翌1994年には板尾が後述の騒動で番組を去り、西端も産休のため降板。ダウンタウン+今田、蔵野、YOU、篠原という少人数体勢での番組進行を余儀なくされる。この時期には「きょうふのキョーちゃん」というアニメコーナーが登場したが、その放送コードスレスレの過激描写は話題となった。そしてこの年の秋には「火曜ワイドスペシャル」版のメンバーだった東野を迎え、年明けには板尾も復帰し、8か月ぶりに8人になったレギュラーで番組は新たな方向性を模索していくことになる。

### 1995年4月 - 12月
番組内容はスポーツ系アトラクションコーナー「THE TEAM FIGHT」を皮切りに、コントでは「Mr.BATER」「世紀末戦隊ゴレンジャイ」「キャシィ塚本シリーズ」「こづれ狼」「やすしくん」「産卵」「みすずちゃん」「殺人事件シリーズ」「放課後電磁波クラブ」など番組を代表するヒット作が多数生み出された。それに伴うように視聴率も急上昇し、この年は平均視聴率18.9%とかなり高い数字で推移、番組はいわゆる「絶頂期」へと突入する。男性メンバーのみで開始した「ボケましょう」もロケ企画としては久々のシリーズものとなり、このコーナーは板尾の独擅場であった。

### 1996年1月 - 1997年3月
前年から続いていた人気コントシリーズが1995年秋 - 1996年中盤あたりで軒並み終了した。それに伴い新たに始まったシリーズコントは「たとえ警視」「とみよしさん」「サニーさん」「香川さん」「BOKE BOKE ヒノックン」「龍としのぶ」など特定の人物をモデルにしたものや、内輪ウケ、楽屋オチ、芸能ネタなどがコントの内容のほとんどを占めるものとなった。それに加えて初見の人には世界観などが理解しがたい玄人向けのコントが量産された。また、この時期は「オジャパメン」、「マウヤケソ」などの歌もの、「10万円分食べよう」や「草野球王」、「ビチクメーナーコンテスト」、「頭突きコンテスト」と芸人やタレントが単発ゲストとして出演する回数が頻繁にあり、よりダウンタウン色が大きく反映されていった。そんな中、年明け早々、対決コーナーの安全確認をスタッフが怠るトラブルが発生して松本が激怒、収録をボイコットする事件が起こり、急遽5周年突破企画として「公式ガイドブック」と称した総集編が4週にわたり放送された。

### 1997年4月 - 11月
YOU、篠原が降板し、番組内容は「藤岡弘と遊ぼう」「ごっつええレギュラースカウトキャラバン」「山田花子愛の告白めっちゃ好きやねん」などのロケ企画がメインとなった。番組の土台であったコント枠が撤廃となるも、7月からのオープニング・エンディングに突如登場した「エキセントリック少年ボウイ」がCDオリコン初登場5位を記録し、ライブイベントまで行われるほどの人気を確保したものの、皮肉にもそのイベントが放送打ち切りへの引き金となった。

### 突然の放送終了
改編期でもない1997年11月2日、番組は最終回を迎えた。発端は9月28日、番組は2時間枠でスペシャルを放送する予定だったが、その前日にプロ野球・ヤクルトが優勝までのマジックナンバー「1」となったことから、フジテレビ側は急遽、セ・リーグ優勝決定試合の中継放送に差し替え、『ごっつ〜』スペシャルの放送を翌週に変更することを決行した。しかし、放送予定日の3日前に番組の人気キャラクター「エキセントリック少年ボウイ」のCD発売を行ない、それに合わせたライブイベントの模様など、CD発売と連動した番組内容であったこのスペシャルは、松本にとって「その日に放送しなければ意味がないもの」だった。また、その差し替えがフジテレビや吉本から事前の連絡なしに行われたこともあり松本は激怒、それ以前からスタッフの怠慢によるトラブルが度重なっていた側面も加わり松本の不満が爆発、以降全てのフジテレビ系列の番組出演を次々ボイコットし、松本とフジテレビとの関係が悪化していった。この手打ちとして、番組の打ち切りが決定したのであった。 松本がスペシャルの放送を翌週に放送変更、プロ野球中継に差し替えられる事を知ったのは当日昼過ぎで、松本はフジテレビ編成局へ連絡し当初の予定通りに"スペシャル"の放送を要望したが、フジテレビ側は聞き入れずセ・リーグ優勝決定試合を放送した。
なお、延期されたテレビスペシャルは翌週の10月5日に放送。10月10日にスポーツ新聞各紙がフジテレビと松本との間でトラブルが起きている事を報じ今回のトラブルが一般にも知れ渡った。10月19日に「お母様もぜひお子様にオススメしてあげてくださいスペシャル」を放送した後、急遽ダウンタウンが不在のまま制作された2週にわたるコントの傑作選を最後に、番組は約6年の歴史に終止符を打った。このとき、スポーツ紙などではダウンタウンや松本が出演するフジテレビの全番組が終了すると報じられたが、他番組の変動は全く無かった。
なお、松本はこの件でプロ野球関係者や著名人からも批判を受け、プロ野球解説者の豊田泰光は、松本のこの一連の行動に怒りを露わにし、週刊ベースボールのコラムで名前こそ出さなかったものの「野球関係者に対する侮辱ですよ」と遠回しに松本の事を批判し、野球好きである萩本欽一も、「野球中継への差し替えは当然のこと、松本のような行動をとったら笑われる」と松本を批判した。一方で大沢啓二は、自分の仕事にプライドを持つ松本の姿勢を高く評価した。当時現役プロ野球選手だった新庄剛志は、引退後の2021年6月25日放送の「人志松本の酒のツマミになる話」にゲスト出演し、番組内でこの件が取り上げられた際、「最悪ですね野球」「僕も嫌だったパターンなんです。ちっちゃいころ、ドラマが見たくて、野球の延長いやだった」と松本を擁護する発言をした。
打ち切り決定後、最終回までの2回でコント傑作選の編集を担当したディレクターの小松純也も、番組がいつか復活することを願い、最終回エンディングの映像を初代オープニング「恋のマジックポーション」とした。オープニング映像の最初と最後の間に歴代レギュラーの名場面を挟み込み、最後に再び初代オープニング映像に戻るという構成で本番組のレギュラー放送は幕を閉じた。ちなみに歴代レギュラー名場面の順番は以下の通りである。
- 今田耕司（コント「西日本番長地図」）
- 板尾創路（「シンガーソングライダー板尾創路」〈1〉）
- 蔵野孝洋（コント「トカゲのおっさん第二部・修行篇」〈2〉）
- 東野幸治（「キャリー東野のアイドル虎の穴」・対T-BACKS戦）
- YOU（「ご存知!ハマダ芸能社物語・アイドルスカウト騒動！の巻」）
- 篠原涼子（コント「電撃パフォーマンスドール」）
- 西端弥生（「熱血AD宣言!ウエストサイドストーリー・スポンサー接待はツライ！の巻」）
- 山田花子（コント「親方」）
- 吉田ヒロ（コント「たまにはヒロくん」）
- 伊藤美奈子（「ブリッジ・女子高生編」）
- 松雪泰子（コント「ラッキー!」）
- ダウンタウン（「SEPPUN DOJO」〈1〉）

### 番組打ち切り後
浜田は1998年11月19日放送分の『新・真夜中の王国』（NHK BS2）にて「やめるって決めたんは2人で決めた事やから」「松本のワガママでやめたわけでもなんでもない」と語り、「松本の身勝手で番組が打ち切りになった」とする新聞や雑誌の報道により松本ばかりが槍玉に挙げられてしまっていたことに対して、松本への同情とメディアへの怒りを示し、浜田もまたスタッフへの数年間にわたる不信を持っていたことも語った。対決コーナーでスタッフが安全確認を怠ったことがあり、一度目は松本が激怒、二度目は浜田が（松本が怒ってどうしようもなくなると判断し）怒りながら鉄扉を蹴ったために足を骨折し、以降しばらく浜田はギプスと松葉杖姿で各レギュラー番組の出演を続けていた。
こういった同情のコメントをしている浜田だが、2021年6月25日放送の『人志松本の酒のツマミになる話』での松本の回想では、放送枠が『大河ドラマ』（NHK総合）と『天才・たけしの元気が出るテレビ!!』（日本テレビ）と被っていた事から元々当番組に消極的で、番組の後期に入ると「コントをやりたくない」と発言するようになり、それを引きずる様に『ダウンタウンのガキの使いやあらへんで!』（日本テレビ）のフリートークを放送時間の半分の15分で帰るなど身勝手な行動が見受けられた。そこで松本は浜田に負担の掛からないコントを考え、いくつものパターンでの誘導も考えていたが、最終的に浜田が固辞した。さらに、松本が当番組の終了の決意を固めた際、浜田は『まあまあ…』とフォローをするのみだったという。
本番組の構成作家であり、ダウンタウンの友人である高須光聖も、『放送室』（TOKYO FM）での松本との回想トーク、小松との対談で打ち切り事件発生前後の制作現場の状況を語っている。松本が番組を辞めると言い出した時、高須は辞めたら駄目だと説得。「『ごっつ』を辞めれば、吉本的にもえらいことになるし、多分俺らが思ってる以上にこれは大きなことで、それは松本自身の怒りを使っての駆け引きをするとか交渉ができるとか、そんなレベルの事じゃないと。なにより、俺はもうこれ以上週刊誌とかにあること無いことダウンタウンが叩かれるための要因を作りたくなかったのよ」と語っている。しかし松本は「その場の感情だけで言うてるんちゃうから」、「俺がお笑いに対して、どれだけ強い想いを持って毎週『ごっつ』を作っていたか。それを、今辞めることで伝えられるはず」と固辞。「きっと何年後かには、この事件が過去のものになって、『あぁ、あの時、だからこんな決断をしたんだ』って、思ってもらえるようになる日が必ず来る。だから、今辞めることは、必要やねん。これから何年かはどうなるか分からんけど、でも、今、必要悪やと思うから」と高須に語ったという。
本放送終了後、DVDは発売されているものの番組の再放送や配信は行われていない。横浜市の放送ライブラリーにはレギュラー放送の第1回放送分が収蔵されており、こちらは無料で視聴可能である。
フジテレビにおける日曜20時台の放送枠では、2004年1月から浜田司会の『ジャンクSPORTS』が枠移動のかたちで放送開始され、2010年3月まで続いた。そして、特別番組として3回放送したダウンタウン司会の『爆笑 大日本アカン警察』が、2011年春改編より日曜日20時台でレギュラー放送されることになり、松本及びコンビとしてはおよそ13年半ぶりに同枠へ復帰することになった。2011年7月9日に放送された『テレビを輝かせた100人』において本番組の映像が放送され、「エキセントリック少年ボウイ」「キャシィ塚本」「放課後電磁波クラブ」などが紹介された。
2022年5月5日放送の『ダウンタウンDX』（読売テレビ）でダウンタウン、今田耕司、東野幸治、130Rが集まり、当時のエピソードが紹介された。

### 復活
2001年10月12日、当時のレギュラーの一部に新メンバーを加えて『ダウンタウンのものごっつええ感じスペシャル』として復活した（放送時間は19時 - 20時54分）。内容は往年の人気コントの続編、新作コント、出演者にアドリブで歌を歌わせるドッキリなど。フジテレビの自社制作であったレギュラー放送時とは違い、ダウンタウンと太いパイプで繋がっている読売テレビ系列の映像制作会社のワイズビジョンが同特番の制作を担当した。このスペシャルの未公開を含む全編は2003年に発売されたDVD『THE VERY BEST OF ごっつええ感じ 4』に収録されている。しかしこの特番は視聴率が9.0%とあまり伸びず、松本はこれ以降NHKの特番『松本人志のコントMHK』まで、テレビ向けのコントから離れることとなった。

#### 新メンバー
- 千原兄弟
  - 千原せいじ
  - 千原ジュニア
- 雨上がり決死隊
  - 宮迫博之
  - 蛍原徹
- 藤井隆
- ココリコ
  - 田中直樹
  - 遠藤章造
- DonDokoDon
  - 山口智充
  - 平畠啓史
- 桜井裕美

2014年3月28日、同月26日発売の再編集版DVD『THE VERY BEST ON AIR of ダウンタウンのごっつええ感じ』の発売に合わせて深夜26時05分 - 28時05分の関東ローカル深夜枠で『ダウンタウンのごっつええ感じ DVD発売記念スペシャル』 が放送され、後日一部系列局でも放送された。進行役として番組レギュラーだった板尾・東野が出演し、当時のレギュラーだったYOU、木村、ユニコーンや当時視聴者だったタカアンドトシ、ブラックマヨネーズ、チュートリアル、笑い飯、西川貴教、松岡充（SOPHIA）などのVTRゲストと共にリクエストコントや当時の回想トークを放送する内容となった。
さらに同年9月26日、再編集版DVD『THE VERY BEST ON AIR of ダウンタウンのごっつええ感じ』の全巻発売を記念して、深夜26時50分 - 28時50分の関東ローカル深夜枠で『ダウンタウンのごっつええ感じ DVD全巻発売記念スペシャル』 が放送され、後日一部系列局でも放送された。進行役として番組レギュラーだった板尾と、当時番組の構成作家として参加していた木村が出演し、前回も実施した“もう1度観たいコント”のリクエストも、宮川大輔、チュートリアル、笑い飯、サバンナ、博多華丸・大吉、ハリセンボン、平成ノブシコブシ、ジャルジャル、ジャングルポケット、デニスなどのVTRゲストと共にリクエストコントや当時の回想トークを放送する内容となった。
2023年7月22日、『FNS27時間テレビ 鬼笑い祭』内の企画として、松本人志、今田耕司、東野幸治、130R、木村祐一による「ほぼごっつチーム」と、27時間テレビ総合司会の千鳥 （大悟・ノブ）、かまいたち（山内健司・濱家隆一）、ダイアン（津田篤宏・ユースケ）による「鬼レンチャンチーム」がゲーム対決を行う『チームDEファイト』が放送された。しかしこの回には浜田が不在だった。

## 視聴率
1991年12月から1997年11月まで5年11カ月、計245回放送され、全放送回の平均視聴率は15.8% (ビデオリサーチ・関東地区)。また、ダウンタウンなどのレギュラー出演者の出身地である関西地区では、関東地区よりも視聴率が高い傾向にあった。初回視聴率は関東18.2%、関西16.6%。最終回視聴率は関東14.9%、関西14.8%。下の表は、関東地区と関西地区の視聴率ランキングである（ビデオリサーチ調べ）。
| 順位 | 視聴率（CX） | 放送年日                      | 視聴率（KTV） | 放送年日                       |
| ---- | ------------ | ----------------------------- | ------------- | ------------------------------ |
| 1    | 24.2%        | 1995年11月12日                | 28.0%         | 1995年9月24日                  |
| 2    | 23.6%        | 1995年9月24日                 | 27.5%         | 1992年7月12日                  |
| 3    | 22.1%        | 1995年4月9日                  | 27.4%         | 1995年3月26日                  |
| 4    | 21.9%        | 1995年11月26日                | 27.3%         | 1995年4月9日                   |
| 5    | 21.8%        | 1995年3月26日                 | 26.9%         | 1994年12月11日、1995年2月12日  |
| 6    | 21.6%        | 1996年1月14日                 | 26.5%         | 1994年10月30日、1994年12月18日 |
| 7    | 21.2%        | 1994年10月2日、1994年12月18日 | 25.6%         | 1995年3月12日                  |
| 8    | 21.0%        | 1995年12月24日                | 25.3%         | 1995年5月7日                   |
| 9    | 20.9%        | 1995年2月19日                 | 25.2%         | 1995年1月22日                  |
| 10   | 20.6%        | 1994年12月11日                | 25.0%         | 1995年2月5日、1995年10月15日   |

## 放送内容

### 主なコント
最初のスペシャル一作目においてはコントは特に設定されておらず、二作目から登場した。当初は「夢で逢えたら」の流れを汲んだ安いセットと短い時間ですむショートものが多く、シリーズものにおいてもその都度暫定のタイトルを使っていたが、1993年の11月以降はタイトルパターンを一新し、内容も過激さを増していった。

### 主なコーナー

#### ブリッジ
番組初期にコント・コーナーの合間に流されたもので、デフォルメ化したレギュラー出演者のアニメと女性レギュラー5人が歌いながらダンスするシリーズの2種類があった。

#### 音楽ブリッジ(1991年12月8日〜1992年3月22日)
番組初期にユニコーン（奥田民生・阿部義晴）や爆風スランプ（サンプラザ中野・パッパラー河合）がコミックソングを歌う、アイキャッチコーナー。

##### 民生くんとアベくん(1992年4月19日〜1993年3月21日)
音楽ブリッジから派生した歌ネタのコーナー。当初はスタジオ内で収録されていたが、途中から各地でのロケに変更され、「民生くんとアベくん」のタイトルもその際に付けられた。ユニコーンのごく短い曲「風」のメロディーに乗せた歌ネタ。ロケになってからは、ロケ先の学校等の名物を織り込んだ内容で行われた。

#### 〜ことわざ講座〜 あなたの知っている諺・格言はウソか!ホントか!(1991年01月03日〜1992年01月26日)
特番第1回目からレギュラー初期にかけて続いたコーナー。色々な諺や格言を実演して意味が本当かどうかを実証する。

#### 実験クイズ(1991年5月28日〜1992年7月19日)
最初期のコーナー。ダウンタウンの2人が体を張って「浮力」、「滑車」、「残像」などの物理実験を行い、可能かどうかをクイズで出題する。解答者にはゲスト2人の他にレギュラーで科学評論家の和田忠太がいた。

#### ゲストとのトークコーナー
特番2回目から番組初期に行われたコーナー。内海好江や結城貢などがゲストで出演したが、最多出演は西川きよしである。きよしは火曜ワイドスペシャルの頃から出演しており、きよしの好きなもの3つについてトークを繰り広げ、さらにその3つが放送されたコントのテーマとなっていた。松本はきよしの好きなものにクレームをつけ、「君は人間がなっとらん!」と説教されていた。松本の嫌いなもの3つについてもトークを繰り広げた。
ゲスト一覧
- 火曜ワイドスペシャル時代
  - 西川きよし（1991年5月28日・7月23日）
- レギュラー放送時代
  - 西川きよし（1991年12月8日・1992年1月19日）
  - 内海好江（12月15日・1992年2月9日）
  - 結城貢（12月22日）
  - 淡谷のり子（1992年1月12日）
  - 和田アキ子（1月26日）
  - 逸見政孝（2月2日）

#### なんなんなあに何太郎くん(1992年2月2日〜9月6日)
某教育番組を模した、視聴者からの疑問に対してダウンタウンが体を張って立証するコーナー。松本が人形の「何太郎（なんだろう）くん」、浜田が「お兄さん」に扮し、ロケをする企画。主な実験内容は「震度5の地震はどれくらいか？」「牛はどのくらいミルクを出すのか?」「卵をつぶさずに乗って立つことができるか？」等。なお、松本はこのコーナーの「車のエアバッグはどのぐらいの衝撃で出るのか?」を実験するVTRの収録で顔にやけどを負った。

#### ○○しましょマジでマジで
数字を当てましょマジでマジで
ダウンタウンが以前やっていた帯番組『4時ですよーだ』でやっていた「私の数字（スージー）」というコーナーと全く同じ。ゲストに来たタレントが提示する自分にまつわる数字を、一体何の数字かレギュラーメンバーが当てるクイズゲーム。
お絵かきしましょマジでマジで
松本とゲスト2人による大人チームと子供チーム3人が対抗式でお題に添った絵を描き、それがどういう絵かを当てる。
合成しましょマジでマジで
モーフィングの動物の顔の中間状態から誰の顔かを早押しで当てる。同時期に「志村けんのだいじょうぶだぁ」のクイズコーナーでも同様の形式があった。クイズ終了後に、ゲスト解答者の合成写真のパネルを出すのがお決まりとなっていた｡正解発表の音楽は筋肉少女帯のじーさんはいい塩梅のアウトロ部分を使用していた｡
言葉を当てましょマジでマジで
レギュラーチームとゲストチームそれぞれ2人1組に分かれ、敬老組3人の書いたキーワードから連想する言葉を当てる。

#### ご存知!ハマダ芸能社物語
初期の連続シチュエーションコント。毎回のラストでは「グルグル回そうのコーナー」と称して、その話の事件の発端となった人が罰ゲームとして回転ルーレットを体験させられた。松雪・伊藤の番組卒業などもありわずか10回で打ち切り。ちなみにこのコントのセットは夢で逢えたらの「いまどき下町物語」の転用。
■登場人物
- 浜田…ハマダ芸能社の社長。ドケチ。
- 松本人生（松本）・幸子（YOU）…先代の社長の頃からハマダ芸能社に所属しているベテラン夫婦芸人。持ちギャグはボケた後ポーズを取りながら鼻の穴に指を突っ込む「しっつ礼〜しました〜!!」。
- 今田勉（今田）…テレビ製作会社・ウエストのディレクター。
- 浜田板男（板尾）…浜田一家の長男で芸能社のマネージャー。新婚ホヤホヤ。
- タカくん（蔵野）・ヒロくん（ヒロ）…ハマダ芸能社所属の駆け出し芸人コンビ。
- 美奈子…ハマダ芸能社事務員。社長の浜田に対して歯に衣着せぬ物言いでどつきあいを繰り返す。
- 浜田弥生（西端）…浜田社長の妻。
- 浜田涼子（篠原）…浜田一家の長女。
- 浜田泰子（松雪）…板男の妻。お嬢様育ちからか贅沢好き。毎回価値観のギャップゆえの勘違い発言をし社長にしはかれる。

| 回数 | サブタイトル                   | お仕置きを受けたキャラ   | 備考                                           |
| ---- | ------------------------------ | ------------------------ | ---------------------------------------------- |
| 1    | 板男夫婦が帰ってきた！の巻     | 今田勉(三味線の仕込み刀) |                                                |
| 2    | オイシイ仕事がやって来たの巻   | 今田勉(スタイリー)       |                                                |
| 3    | 新婚夫婦に危機迫る！の巻       | 涼子(スタイリー)         |                                                |
| 4    | 芸人もストライキを始める！の巻 | 今田勉                   | この回以降お仕置き方法がルーレットに変更される |
| 5    | 重要書類盗難！の巻             | 今田勉                   | 生放送                                         |
| 6    | 今田勉 ドラマ初演出！の巻      | タカくん                 |                                                |
| 7    | 草野球チーム結成！の巻         | 松本幸子                 |                                                |
| 8    | 人生♥幸子 CMデビュー！の巻     | 板男                     |                                                |
| 9    | アイドルスカウト騒動！の巻     | ヒロくん                 |                                                |
| 10   | 危うし！ハマダ芸能社の巻       | 松本人生                 |                                                |

#### 結婚前提戦士ラブラブファイヤー
ベガ星から地球にやって来た、結婚を前提に同棲しているカップル、北川アキラ（浜田）と南村メグミ（松本）がラブラブパワー?で変身する連続ヒーロー物コントコーナー。毎回アキラとメグッペの愛が最高潮に達すると「こんな俺でも、これからも結婚を前提につきあってくれるかい?」「モチじゃ〜ん」の決めゼリフとともに変身。「一目合ったその日から」「恋の花咲くこともある」「アキラファイヤー」「メグッペファイヤー」「二人合わせてラブラブファイヤー!」とキメる。必殺技はアキラがメグッペの後ろから乳を揉み、乳から出る光線で敵を倒す「ラブラブ愛のフレッシュディナー」。ゲタッカーという、投げると自動車に変形するゲタなどの秘密兵器があり、ゲタッカーに乗っている間は半笑い。序盤は一般市民に紛れ込んで人間の脳を洗脳しようとする（実はキナコさんの実弟で宇宙人）、大ちゃん伯爵との対決がメイン。(その中に、洗脳された一般市民が二人を攻撃する→アキラファイヤーが「俺は何をされてもいいが、メグッペには手を出さないでくれ」と説得する→洗脳された市民の洗脳が解ける→「ラブラブ愛のフレッシュディナー」でトドメ というお決まりの流れがあった。)途中からオジンガーZが登場、作務衣姿の巨大じじい型ロボットだが、実体は本物の人間のおじいさんにロボット風の鼻などをつけただけ。“怒り”のスーパーモードにパワーアップして体操選手の如く宙返りを披露したこともあるが、そのシーンはずっと後ろ向きだった。さらに大ちゃん伯爵操る、ライバルの巨大ばばあ型ロボット「鉄人2888（てつじんにじゅうバババー）」が登場している。こちらも本物の人間のおばあさんにロボット風の飾りのみ。1話2週完結のストーリーも数回放送された。また、ラブラブファイヤーの衣装は松本自身がデザインを担当。前期は正攻法のヒーローものらしい作劇であったが、中盤以降はヒーローものの定石外しに軸を置いた展開が目立つようになる。番組のレギュラーコーナーとしては1年3か月・42回と最も長く続いた。
アキラとメグミが住むアパートの大家・キナコ役に岸田今日子、初期のラブラブファイヤーのライバルである大ちゃん伯爵に原田大二郎がレギュラー出演するという豪華なキャスティングであった。
「世紀末戦隊ゴレンジャイ」には、今田がアキラファイヤーの扮装で登場したことがある。
中盤でオジンガーは隕石に体当たりし運命を共にするが、突如現れたオジンガーの母によって伸縮自在となり、自我意識も完全なものとなった。それを活かしてかアキラ・メグッペとオジンガーがトークするだけの回も存在した。
テーマBGMは流星機ガクセイバーのOP。オジンガーZのテーマ曲は本家『マジンガーZ』の主題歌のメロオケでラストの「マジンガー、ゼーット!!」の「マ」の部分だけを「パイルダーオン!」の「オ」の部分に置き換えたもの。
放送当時のオジンガーの人気は相当のもので、コーナー継続中に「明日のオジンガーは君だ」とオーディション企画があったり、子供向け雑誌の付録に「オジンガーの鼻」が付けられたこともあった。「ごっつ」終了から数年後、オジンガーを演じた橋爪が死去したことを知った松本は自ら橋爪の自宅に線香を上げに行ったという。
| 回数         | サブタイトル                             | ゲストキャラ | 備考 |
| ------------ | ---------------------------------------- | --- | --- |
| Chapter 1    | ――――――――                                 | 成増さくらママさんバレーチーム | |
| Chapter 2    | ――――――――                                 | 淀四ライオンズ | |
| Chapter 3    | ――――――――                                 | 第2さくら会ゲートボールチーム | アベガワキナコ初登場。                                                                                    |
| Chapter 4    | ――――――――                                 | 日大アメフト同好会 | |
| Chapter 5    | ――――――――                                 | 武隆館河野道場のみなさん | |
| Chapter 6    | ――――――――                                 | ホットドッグマン | |
| Chapter 7    | ――――――――                                 | | オジンガーZ登場                                                                                           |
| Chapter 8    | ――――――――                                 | | |
| Chapter 9    | ――――――――                                 | スナック「ピンクオジンガー」のママ:西端弥生 スナック「ピンクオジンガー」のホステス:中條かな子、しのざき美知 西堀ふ美江(吉本興業マネージャー)  | |
| Chapter 10   | ――――――――                                 | 鉄人2888:荒木茂 | |
| Chapter 11   | ――――――――                                 | 鉄人2888:荒木茂 | 大ちゃん伯爵、ベガ星へ帰還。                                                                              |
| Chapter 12   | ――――――――                                 | 南村オトンファイヤー:南方英二 南村オカンファイヤー:絵沢萌子                                                                                   | |
| Chapter 13   | ――――――――                                 | 原始人の酋長:西川のりお 原始人のギャル:しのざき美知                                                                                           | |
| Chapter 14   | ――――――――                                 | 原始人の酋長 原始人のギャル 恐竜テイキアツザウルス:福井敏雄                                                                                   | |
| Chapter 15   | ――――――――                                 | クレオパトラ:真理アンヌ クレオパトラのペット・黒ヒョウ:オスマン・サンコン                                                                     | メサイヤストーン編開始                                                                                    |
| Chapter 16   | ――――――――                                 | クレオパトラ クレオパトラのペット・黒ヒョウ ビッグスフィンクス:オスマン・サンコン                                                             | |
| Chapter 17   | ――――――――                                 | (1974年の)天地真理 魔女:沢たまき 魔女の手下:池乃めだか                                                                                        | |
| Chapter 18   | ――――――――                                 | (1974年の)天地真理 魔女の手下 | |
| Chapter 19   | ――――――――                                 | 龍:八名信夫 龍の手下:柴崎蛾王、松本政彦 | オジンガーとの対決シーンでは、敵3人が突然内容無視の派手な仲間割れを始めてしまい、オジンガーを困惑させた。 |
| Chapter 20   | 故郷ベガ星に錦を飾る                     | ベガシティー市長:小松政夫 白柳徹子ファイヤー:清水ミチコ                                                                                       | OP変更 |
| Chapter 21   | ついに、巨大いん石爆破される!?           | 巨大いん石:夏木ゆたか オジンガー通りの小料理屋の女将:西端弥生 鉄人2888                                                                        | |
| Chapter 22   | 地震で目覚めた、二人の絆                 | 西村ナギサ / ナギサファイヤー:武田久美子 | |
| Chapter 23   | 海の勇者!スイムオジンガー登場            | 大タコ:ジミー大西 スイムオジンガー:鈴木長治                                                                                                   | |
| Chapter 24   | だまし、だまされパリの夜                 | ルパン三世:山田康雄 銭形警部:納谷悟朗 石川五右ヱ門:今田耕司 峰不二子(声):増山江威子                                                           | |
| Chapter 25   | オジンガー怒りのボディスラム             | 親ギャオス 子ギャオス 鉄人2888 | |
| Chapter 26   | オジンガーZスペシャル!                   | | オジンガーZメインの総集編                                                                                 |
| Chapter 27   | アキラとメグミ、モガ星へ行く             | キングギードル:レツゴー三匹 モガ星人国王:島木譲二 国王の従者:今田耕司 本城高志、中原みづえ(日本直販テレビショッピング)                        | |
| Chapter 28   | 絶命!さらばオジンガーZ                   | オジンガーの母:あき竹城 本城高志、中原みづえ(日本直販テレビショッピング)                                                                      | オジンガーZ、伸縮自在化                                                                                   |
| Chapter 29   | 結婚秒読み!対決マンガ道場                | オジンガーの母 モグラ国住人:柏村武昭、鈴木義司、富永一朗、車だん吉、森山祐子(お笑いマンガ道場)                                                | |
| Chapter 30   | キナコを救え!ミクロの世界I               | 医師:谷村新司 ビタミンA・B:ポップコーン 神父:R.スコット 本城高志、中原みづえ(日本直販テレビショッピング)                                      | |
| Chapter 31   | キナコを救え!ミクロの世界II              | おつる:松本人志 新之助:今田耕司 ビタミンA・B 本城高志、中原みづえ(日本直販テレビショッピング)                                                 | |
| Chapter 32   | キナコを救え！ミクロの世界III            | おつる デスキラー:加納竜 ビタミンA・B 実況:福井謙二 ヘモグロビン                                                                              | |
| Chapter 33   | 結婚前提戦士ラブラブファイヤースペシャル | | 総集編 |
| Chapter 34   | 薬草を探せ!キナコ危うし                  | 小倉智昭、中村江里子(ジョーダンじゃない!) ガチャピン、ムック、三輪優子(ひらけ!ポンキッキ)                                                     | |
| Chapter 35   | 薬草見つけた、徳さん邸!                  | 徳光和夫・早苗・正和ファミリー 郵便屋 | |
| Chapter 36   | 薬草inジュリアナ東京                     | マーシー:田代まさし クワーノ:桑野信義 | |
| Chapter 37   | アキラだまされ、感涙!                    | ドクトル・ゲオルグ:松本人志 岸田智史 橋爪愛子(橋爪光男夫人) 看護婦:山崎真由美、藤崎仁美、しのざき美知 若杉茂樹(ドッキリ出演)                  | |
| Chapter 38   | ジミーの家は大騒ぎ!                      | ジミー大西 図書館館長:ストロング金剛 アジャ・コング 若杉茂樹(ドッキリ出演)                                                                    | キナコ病死                                                                                                |
| Chapter 39   | 天国と地獄I                              | えん魔大王:今田耕司 あの世のセールスマン:天本英世                                                                                             | |
| Chapter 40   | 天国と地獄II                             | えん魔大王 鬼:岡本昭彦 | |
| Chapter 41   | 天国と地獄III                            | 倉田篤:中野英雄(愛という名のもとに) 林家三平:石塚英彦 トニー谷:恵俊彰 美空ひばり:朝田昌貴 ジョン・レノン:ケント・フリック 踊り:スクールメイツ | |
| Chapter 42   | LOVE 思い出の渚                          | 林家こぶ平 コウちゃん:今田耕司 ジョニー:石塚英彦 ジョニーの友人:恵俊彰 子供時代の南村メグミ:小出由華 先生:山田久子                            | |
| Last chapter | 祝・結婚大披露宴                         | 大ちゃん伯爵 ビタミンA・B モガ星人国王 国王の従者 マギー司郎 司会:笠井信輔、木幡美子                                                          | |

#### チクリのコーナー（初 - 1993年3月のエンディングコーナー）
視聴者からのハガキネタを読み、全員でトークするミニコーナー。軽いプライベート暴露的な投稿も多かった。視聴者プレゼントの当選者発表などもあった。なお、コーナー消滅後の1994年に、番組開始前にOAされたミニ番組「花丸チェック」の中でこの形式は復活している。

#### 嗚呼!花の番頭さん物語
経営危機に瀕した伊豆の温泉旅館・仙水館(せんすいかん)を舞台に、板尾扮する番頭の奮闘を描くという筋書き。浜田は銀行からの派遣者の役で、他のメンバーが旅館の従業員、経営者の家族に、松本とYOUは「ハマダ芸能社」からの続投で松本人生・幸子に扮する。「グルグル回そうのコーナー」に相当するオチとして「ウルトラクイズ」の「ドロンコクイズ」の要領でどちらかのパネルを破ると粉まみれになるという志向が用意された。「ハマダ芸能社物語」の後続の連続シチュエーションコントになる予定であったが、事情によりたった1回で打ち切られた。
| サブタイトル             | お仕置きを受けたキャラ | 備考 |
| ------------------------ | ---------------------- | ---- |
| これが噂の仙水館だ！の巻 | 耕司                   |      |

#### 熱血AD宣言! ウエストサイドストーリー
「花の番頭さん物語」の打ち切りにより急遽開始した連続シチュエーションコント。番組制作会社が舞台。「花の番頭さん物語」の流れから新米ADの板尾が一応主人公だが、その演技はなぜか吉田栄作のノリ。父が日本人、母も日本人のパキスタン人というチーフAD・タノムサク（松本）とディレクター（今田）が毎回おかしな歌を歌うが、その歌は主に社長（浜田）をおちょくったものだった。板尾がファンレターをくれた子に会いに行ったのを暴露したことも……。今田が松本の歌の合間に「ヤンヤヤヤヤヤヤン」という合いの手を入れ、最後につっこんで締める。合いの手がもりあがってなぜか途中から森田公一とトップギャランの「青春時代」になってしまうこともあった。ちなみにこの合いの手は「4時ですよーだ」で松本が発表したもの。ハマダ芸能社同様その回のトラブルの発端となった人には1番から5番までのボックスのどれかに入り紐を引くと何かが落ちてくるお仕置きが用意された。全18回。
歌の例
松本「うちの社長（浜田）は、ツッコミ上手いね、ベットの中でも、ツッコミ上手いね」今田「ニクイ奴〜」
松本「浜田雅功、足がクサイネ、女関係、やっぱりクサイネ」今田「気づけ菜摘〜」
松本「浜田雅功、浜田雅功、浜田雅功、松本人志」今田「なんやそれ〜」等。
| 回数 | サブタイトル                         | お仕置きを受けたキャラ(降ってきたもの)     | 備考                                           |
| ---- | ------------------------------------ | ------------------------------------------ | ---------------------------------------------- |
| 1    | これが噂のテレビ制作会社なのだ！の巻 | 今田勉(ドジョウ)                           |                                                |
| 2    | スペシャル番組は危険がいっぱい！の巻 | 蔵野(空き缶)                               |                                                |
| 3    | 今田ディレクター反乱！の巻           | 板尾(蛸)                                   |                                                |
| 4    | 巨匠の原稿がなくなった！の巻         | YOU(蛙)                                    |                                                |
| 5    | 会社にママがやって来た！の巻         | タノムサク(水)                             |                                                |
| 6    | ボーナスシーズン到来！の巻           | ヒロ(海鼠)                                 |                                                |
| 7    | 狙われた社長！の巻                   | 今田勉(粉・氷)                             |                                                |
| 8    | ADを挫折する！の巻                   | 蔵野(海鼠)                                 |                                                |
| 9    | スタッフ分裂の危機！の巻             | ×今田勉 vs 蔵野×                           | この回以降お仕置き方法が丸太落としに変更される |
| 10   | 過労でAD倒れる！の巻                 | ×今田勉(VS AD戦士サードマン○)              |                                                |
| 11   | スポンサー接待はツライ！の巻         | ×蔵野(VS AD戦士セカンドマン○)              |                                                |
| 12   | 大物プロデューサーがやって来た！の巻 | ×板尾(VS AD戦士サードマン○)                | ゲスト:浅田美代子(関東テレビプロデューサー)    |
| 13   | 新人ディレクター誕生！の巻           | ○YOU(VS AD戦士ムヒョージョー×)             |                                                |
| 14   | 招かれざる客がやってきた！の巻       | ○浜田社長の息子マサオ(VS AP戦士コス×)      |                                                |
| 15   | 社内スキャンダル発覚！の巻           | ×ヒロ(VS AD戦士サードマン○)                |                                                |
| 16   | ウェストサイドが大賞をとった！の巻   | ○弥生(VS AD戦士さわやかさん×)              |                                                |
| 17   | 王子様がやってきた！の巻             | ×タノムサク(VSマネージャー戦士なきぼくろ○) |                                                |
| 18   | 社長引退！の巻                       | -                                          |                                                |

#### ブタ一家の食いしん坊ブーブー
男性レギュラーメンバー扮したブタ一家が街の外食店へ繰り出し、一般人の客の食べているものをおすそわけしてもらうというグルメ企画。お礼に帽子など粗品が進呈された。

#### 熱血刑事伝説こちら88分署
「熱血AD宣言!」の後続の連続シチュエーションコント。西暦2012年(後に放映年が変わると同時に西暦2013年に変更)のイングランド在住の伊集院涼子（吉行和子）が婦警時代の話を回想するシーンから始まる構成になっている。トメが登場する際にピースとのコンビで「○○はなになになーにのコーナー、イェイイェイイィイ!!」という掛け声と共に、用意した三つの封筒から班長が一つ選び「アハハハハーン、アハハハハーン、今夜こそ〜お前を〜落としてみせ〜る」というお決まりのシンキングコールの後に封筒の内容から話の本題に入っていくという流れ。お約束のペナルティでは風船の入ったエプロンに着させられ、風船を膨らますというものであった。全16回。
■登場人物
- 浜田…88分署捜査課の班長。某刑事ドラマの刑事風の出で立ちで、毎回登場する際に当時の某国営放送の幼児向け番組の歌を口ずさんでいた。
- ピース刑事（今田）…見かけはヒッピー風の熱血刑事。
- 目明し八（板尾）…一見江戸時代からタイムスリップしたような言動や風貌だが、88分署所属のれっきとした刑事である。仲違いが多いメンバーの仲裁役でもある。
- 長さん（蔵野）…88分署のベテラン刑事でオヤジギャグを言うくせがある。頭がハゲているのを周りからいいようにネタにされている。
- トメ（松本）…88分署によく顔を出すタレコミ屋。ピースとコンビを組むことも多いが、最終回で意外な正体が明らかになる。
- YOU…捜査課のお茶汲み兼刑事。弥生とは酒癖などの話題でよく口論になる。
- 弥生…鑑識員、事件の打開策でいろんな発明を作るもほとんど役に立たない。
- 伊集院涼子（篠原）…捜査課に配属された新米婦警。八からは「お涼ちゃん」と呼ばれる。
- 花子…捜査課にやってくる出前持ち。彼女も最終回で意外な正体が明らかになる。

| サブタイトル                    | お仕置きを受けたキャラ                               | 備考 |
| ------------------------------- | ---------------------------------------------------- | --- |
| Recollection1 ピース刑事の愛    | 花子                                                 | 浜田の登場時の歌「くちなしの花」 お仕置き方法がエプロンを着せ、中にある風船を膨らませ破裂させる                                                     |
| Recollection2 刑事失格          | 八                                                   | 浜田の登場時の歌「ときめきランド」 |
| Recollection3 人質              | YOU                                                  | 浜田の登場時の歌「モーモーフラダンス」 |
| Recollection4 恐怖の報酬        | トメ                                                 | 浜田の登場時の歌「つばめになって」 この回以降お仕置き方法が1番から5番までのシュークリーム、大福餅の中からどれか一つを食べさせられるものに変更される |
| Recollection5 ヘアピン          | 長さん                                               | 浜田の登場時の歌「アイアイ」 |
| Recollection6 班長を救え！      | 弥生                                                 | 浜田の登場時の歌「ブレーメンのおんがくたい」 |
| Recollection7 遺留品            | ピース                                               | 浜田の登場時の歌「ちょんまげマーチ」 |
| Recollection8 ラガー刑事登場    | ラガー警視正                                         | 浜田の登場時の歌「たぬきのレストラン」 ラガー警視正:渡辺徹                                                                                          |
| Recollection9 昇進試験          | YOU                                                  | 浜田の登場時の歌「ぞうさんのあくび」 |
| Recollection10 密室殺人の謎     | 伊集院涼子                                           | 浜田が板付きの為、歌なし |
| Recollection11 国際刑事登場     | 班長                                                 | 浜田の登場時の歌「ふたりはなかよし」 |
| Recollection12 大物サギ師現わる | 大物詐欺師ポールの弟                                 | 浜田の登場時の歌「ここがせかいのまんなかだ」 ポールの弟:ポール牧                                                                                    |
| Recollection13 誘拐             | 松本代議士のお手伝い(山田)                           | 浜田の登場時の歌「にゃあんたいそう」 |
| Recollection14 取材             | 月刊「キイテナイヨ」編集長、アシスタント、カメラマン | 浜田の登場時の歌「おおきなわがあれば」 月刊「キイテナイヨ」スタッフ:ダチョウ倶楽部                                                                  |
| Recollection15 刑事入門         | 署長の娘                                             | 浜田の登場時の歌「おしゃれなやさい」 署長の娘:山咲千里                                                                                              |
| Recollection16 大逆転           | 全員                                                 | 浜田の登場時の歌「さよならマーチ」 |

#### 第1回クイズ!何をされたかツアー
司会進行役のダウンタウンの2人以外の男性レギュラー陣3人（今田・板尾・蔵野）にジミー大西を加えた4人に目隠しをした状態で「何をされたか」を当てるクイズコーナー。コンクリートに生き埋めにされた問題では、板尾が横向きの状態で水槽の中で浮かび上がるという奇跡的なリアクションを見せている。

#### 改造人間カスタムひかる
改造人間の若松ひかるが敵である極キラーと戦うために、視聴者から応募されてきたデザインのヒーローに変身するコントコーナー。コントの前後に、浜田と松本が没にはなったが面白い作品を数点紹介し、最後に採用された作品を紹介してから本編に行っていた。毎回投稿された無茶なデザインから可能な限りそのまま無理やり着ぐるみに造形してしまうため、あまりにも動きづらい場合は対決ゲームでは着ぐるみを脱いで挑むことが多かった。しかも送られてくるアイデアはほとんどヒーローというよりも怪人に近い。対決ゲームではひかるが劣勢になるか決着が一向に付かないと「もうええわ！帰るぞ！！」と叫んだ所へ極キラーが放つキラービームにやられてしまい、ほぼ頭部のみの無残な姿に変わり果ててしまう。キラリは最後に兄・ひかるの変わり果てた姿を見て悲しむのが毎回のオチであった。ちなみに最終回はひかるが引っ越すことになり、別れを惜しむ極キラーとの電話でのやり取りで終了となる。この回のラストシーンは3輪トラックで移動中の二人が会話をし、最後にトラックが走り去るのを上空から映して終了した。蛭子能収、内田裕也（表には自社さ連立政権代表7人の顔、裏には影で操る小沢一郎の顔を持つ、TONOSAMAザウルス）など、視聴者にまぎれてヒーローのアイデアを出した有名人もいる。
■登場人物
- 若松ひかる（松本）…ツッパリ風の髪型とマフラーがトレードマークの23歳、普段は花屋のアルバイトに明け暮れる青年だが、実態は悪と戦うために改造人間になったカスタムひかるである。ただなぜ改造人間になったのか、誰に改造されたかなどは一切不明。
- 若松キラリ（鈴木蘭々）…ひかるの妹の高校生、17歳。当初は女の子らしいキャラだったが、髪型を変えてからは少年ぽい仕草が目立つようになる。エンディングでは爆破されたひかるの頭部を持って泣くのが恒例。
- 極キラー（浜田）…ひかるの宿敵である怪人。毎回市井の人間に変装して様々な悪事を働くが、ひかるには「お前極キラーやろ!?」とすぐ看破されてしまう。中盤からは何の説明もなく極キラーXにパワーアップした。技は股間から放たれるキラービーム。体の一部を切断されてもその部分を再生させる能力を持つ。戦いが終わり家に帰ると極キラー一輪車で遊び、極キラー寝袋を着ながら寝るのが日課となっている。
- 犬（板尾）…ストーリー前期で何の脈絡もなく現れては周囲を振り回す。おこまちゃんの回のハミング歌合戦では、なぜか進行役を担当した。
- トリカブト（板尾）…こちらも話の前半で何の脈絡もなく現れては本筋と関係なく周囲を引っ掻き回すがなぜか藤原喜明にボコボコにされる。キラリの授業参観の回では息子が登場している。
- 司会者（今田）…後期の対決ゲームにのみ現れ、ゲームを仕切る。後の後継コーナー「ザ・対決」のジャッジ公平とまったく同じキャラクターであるが、このコーナーでは特に名前はついていなかった。

| ひかるが変身したスーパーヒーロー  | 能力設定 | 末路 | 備考 | ゲストキャラ |
| --------------------------------- | --- | --- | --- | --- |
| ヘンペイ                          | *靴のクサい臭いを嗅ぐと変身する *200メガトンのパワーを持ち、一発で地球を10回滅亡させることができる *親指ミサイル | リングでの極キラーとの対決で劣勢になり、決め技の親指ミサイルも不発に終わり、万策尽きたところへ極キラーキックをくらい爆発四散した。                                                                | デザインは浜田 | 不良生徒:ホンジャマカ 優等生:堀内健(フローレンス) ひかるの対戦相手:グレゴリー・ブラウン                                              |
| ラーメンファイターズ              | *「チャルメラ」を吹くと変身 *熱に強い *コシの強い麺をロープ代わりにして使う | 麺のロープで縛った極キラーに「この状態で俺を殴ることができれば、俺は自爆する!」と宣言し、その通りになってしまったため結局自爆した。                                                               | | 極っ子ラーメンの従業員:風見しんご |
| おにぎりセブン                    | *何かを握られると変身 *腹部の巨大格納庫から数百体もの子供を作り出し、相手を霍乱させる分身ミサイル *500トンもの体重で飛び乗り相手を月に飛ばしかねないロケットシーソー *片方の作り物の腕をひっこ抜いて中に仕込んである紙を読むだけのダイナマイトパンチ | エネルギー切れになり、最後の手段として「ロケットシーソーを破ることができればお前の勝ちとしよう!」と極キラーに宣言、結果シーソーが折れてしまい、極キラーによって巨大レンジに入れられ爆発四散した。 | | エステサロンの従業員(極キラーの手下):清水よし子 マリナ(キラリのクラスメイト):竹内都子                                                |
| カギマン                          | *鍵穴に鍵を差し込むことで変身 *「伸びろ!」と叫ぶと東京から熱海辺りまで0.1秒で伸びるカギ如意棒 | 巨大キーホルダーで極キラーもろとも自爆しようとしたが、つなげるためのベルト通しが極キラーになく、そのまま自爆してしまった。                                                                        | デザイン案では体の至る部分に色の名前が書かれており、発案者は「その色に塗ってほしい。」との希望による解釈で書いたとのことだったが、実際の着ぐるみでは色の名前がそのまま印字された。 | 銀行の支店長:松澤一之 |
| ウサウサマン                      | *「ウサウサウサ、ピョンピョンピョーン」の呪文で変身 *尻尾から丸いウンコをころころ転がす「ウサウサフンフン攻撃」 *ニンジンが好物 *22歳 | 「ウ合戦」に負けてしまい、キラービームを受けて爆発四散した。 | 作品紹介コーナーにおいて観覧席に作者の女の子が観覧に来ていた。 浜田が色々突っ込んだ結果泣かせてしまう結果に。                                                                      | 欽ちゃん(「ごっついスター誕生!」司会):浜田雅功                                                                                       |
| マルコー                          | *特にこだわらないで変身 *ベルトに付いているカプセルを投げて数十体をも及ぶ殺人歩兵を召喚する「カプセル攻撃」 *雨に弱い | 海坊主ゲームであっさり本物を当てられてしまい、ルールに則りキラービームを受けて爆発四散した。 | | キラリのボーイフレンド・シンゴ:風見しんご 千海荘女将:栗原寿子                                                                        |
| 目くそでポン太郎                  | *TPOに応じて雰囲気で変身 *巨大な目から色々な道具を出せる「四次元ミラクルアイ」 *数を数えるのが得意 | 鳥の数を数えるゲームに敗れ、キラービームを受けて爆発四散した。 | | キヨコ・タカギ(Mr.ブルースの通訳):高木希世子 新大林三部作(監督):戈一貴登 数当てゲームの答え合わせ:ジェイ・プランニングのみなさん     |
| 電球マン                          | *ひかるが変身したヒーローの中で最も金がかかった電球のヒーロー。コートを脱いで二段変身。 | 「クイズ走って答えろ!」での勝敗のつかないゲームにキレた、極キラーのキラービームを受けて爆発四散した。                                                                                             | 今までに変身したヒーローの中で、消費コストが一番多かったとされている。 | いろは学園生徒主任:池谷幸雄 腕相撲マシーン:ストロング金剛 人間ポンプの達人:園部しろう                                                |
| 人間DOG                           | *2回続けて「ワンワ〜ン」と叫んで変身 *頭部が複数あり、某大御所芸人の名前が付けられている | 「まわってまわって尻相撲ゲーム」の最中にキラービームを受けて爆発四散した。 | | ビューティーワンワンコンテスト会場の受付:飯島直子 大西秀明、ミリンダ、鼻子、キャンディ・ミルキィ、河内俊昭(ダウンタウンマネージャー) |
| 半パイ戦士チチゲマン              | *自らの乳毛を抜くことで変身 | ワキ毛ビームでついに極キラーを倒したかに思われたが、再生能力で復活した極キラーのキラービームを受けて爆発四散した。                                                                                | 藤原喜明初登場。 | 小倉久寛 |
| おこまちゃん                      | *お年頃になった事で変身 *最強のボディーガードが追加して敵と戦わせる *腰痛持ち *好きな言葉は「151」 | ハミング歌合戦でのグダグダぶりにキレて帰ろうとした所を、キラービームを受けて爆発四散した。 | | T-BACKS |
| おケツ男                          | *硬便を気張る時の摩擦力で変身 *下ネタな技が得意とする | ゲーム対決の内容にキレて帰ろうとしたところをキラービームを受けてしまい爆発四散した。 | 司会者初登場。 あまりにもヒーローらしからぬ奇抜性かつ下品なデザインにナレーションからも「最悪のヒーロー」「君の顔は二度と見たくない」とまで言われるほどだった。                    | ケトラー:デーブ・スペクター |
| ノミマン                          | *頭にノミを乗せてまま自作のラブソングを歌うと変身 *ミクロ化して敵の体内に入り込んで攻撃する。 *「Du You Now Me？」が口癖 | 「飛んでもハプニングゲーム」の展開のしんどさに「帰るぞ!」と愚図りだしだところをキラービームを受けて爆発四散した。                                                                                 | デザイン画があまりにも小さいゆえに、着ぐるみ化されたのはノミの被り物を頭に付けただけのお粗末なものだった。                                                                         | 工藤兄弟 |
| ダンディ大阪                      | *蛸なしのたこ焼きを食べてから怒ると変身 *頭のたこ焼きは出来立てなので、敵に大やけどを負わせる高熱の「ヘッドアタック」 *大阪出身なのだが、米国育ち *バンジョーを片手にカントリーを歌うのが好き                                                        | 「タックルタックルタコックル」ゲームのしんどさに愚図りだし、キラービームを受けて爆発四散した。 | | 南方英二 山根伸介 |
| ザ・カカシラー                    | *鳥か鳥に似たようなものを見ると変身 | 「うれしはずかしカカカカシゲーム」の展開に例のごとく愚図った所をキラービームを受けて爆発四散した。                                                                                                | デザインは蛭子能収 | 小宮孝泰 |
| ハマイダー                        | *ハマダ剣という武器をかざして変身 | 「リングリングハプニングゲーム」で例のごとく愚図った所をキラービームを受けて爆発四散した。 | 人造人間キカイダーに登場したハカイダーがデザインのモチーフ | 城後光義 |
| 地獄超合金ロボ・トランスひか〜るZ | *ロボットになりきった思念を持つことで変身 | 例のごとくゲームコーナーで愚図った所をキラービームを受けて爆発四散した。 | トリカブト初登場。 極キラー、極キラーXにグレードアップ。 | 悪役商会 |
| マハラジャ・ヨガ・ヨガ・ダ        | *「華麗なる変身」と叫んで変身 *多彩なるヨガが得意技 | 「イテテイテテロデオゲーム」で散々な目に遭わされて一目散に帰ろうとした所をキラービームを受けて爆発四散し、亡骸はカレー鍋の中に入っていた。                                                        | | |
| TONOSAMAザウルス                  | *放送当時の細川内閣の党首7人(表)+小沢一郎(裏)の顔が付いている恐竜怪人。 | 「キックキックショックリーグ」で負けっぱなしなのにうんざりして帰ろうとした所をキラービームを受けて爆発四散した。                                                                                  | デザインは内田裕也 | |
| キューピーバカボン                | *変顔しながら「天才バカボン」を歌うと変身 *怒ると鼻毛が立って「アホアホウイルス」を放つ *そのウイルスに感染すると変顔になりながら踊りだしてしまう *覆面は紙製                                                                                        | 「アタックアタックアタタタタ~」で引き分けとなったが、キラービームを受けて爆発四散した。 | | |
| ザ・ベッド                        | *本来は癌だが、胃潰瘍と偽ったまま信用することで変身 *「ベッドで汗をかいてベットベト」というダジャレが口癖 | 「どっちもどっちもウットーヂーボール」で勝利したものの、キラービームを受けて爆発四散した。 | | |
| ジュラシックさん                  | *青木功のものまねしてから郷ひろみのものまねをすると変身 | 「今日の気分はBADミントンゲーム」で勝利したものの、キラービームを受けて爆発四散した。 | | |
| ひかるゴールド                    | *その名の通り、ひかるが黄金色になった姿。 | 「ラストゲームだ!ピンポンポン」のゲームの最中に別れの時間が来てしまい、泣きながら走り去って行った。                                                                                               | 考案者は松本。 | クラブ「ルージュ」のママ:西端弥生 南方英二 山根伸介                                                                                  |

#### トラゴロウとゆかいな仲間たち
「こちら88分署」の後続の連続シチュエーションコント。「浜田山動物園」を舞台にそこで働く人々の汗と涙のを描く感動物語（?）。世にも珍しい喋るトラ・トラゴロウ（松本）を擁するこの動物園は昔、多くの客でにぎわった。しかし、今は乱立するテーマパークに押され、来場客数がわずか数人という日も多く、ゴールデンウイークですら1日13人しか来ないという寂しい現状だ。そんな中、本社から経営再建のため石黒理事長（浜田）が着任。心の底では動物園を売却して儲けたいと考える石黒は、トラゴロウを解雇しようとしたり、給料をゼロにすると宣言したりして、ゼロ宣言を宣言したり従業員たちと対立する。しかし、その後、皆で試行錯誤して来場者も増加していく。お約束のお仕置きは、大きな風船の上に人が乗り破裂させるというものであった。全10回
| サブタイトル                    | お仕置きを受けたキャラ   | ゲスト                                   |
| ------------------------------- | ------------------------ | ---------------------------------------- |
| 第1話 トラゴロウ危機一髪        | 今田                     |                                          |
| 第2話 ストライキ決行            | 今田                     |                                          |
| 第3話 ライバル現わる            | パンダ                   | パンダ:ウガンダ・トラ                    |
| 第4話 コマーシャルを作ろう      | 蔵野園長                 |                                          |
| 第5話 ヘッドハンティング        | YOU                      |                                          |
| 第6話 美人本部長がやって来た！  | トラゴロウ               | 本部長:佳那晃子                          |
| 第7話 トラゴロウ故郷へ帰る？！  | 板尾                     | ギブア王国親善大使:オスマン・サンコン    |
| 第8話 ボーナスがほしい！        | 花島和弘チーフカメラマン |                                          |
| 第9話 PTAからの抗議             | 小須田和彦               | 浜田山尋常小学校PTA:岸田今日子、吉行和子 |
| 第10話 新人の飼育係がやってきた | 石黒                     | 飼育係コニタン:小西博之                  |

#### アベくんと○○と民生くん 〜THE TUNE OF MY DEAREST MEMORY〜(1993年4月18日〜9月26日)
ゲストの想い出の一曲を紹介し、奥田・阿部とライブで歌うコーナー。「○○」の部分はその回のゲストの名である。「○○さん」の時もあれば「ふかっちゃん(深津絵里がゲストの時)」といった馴れ馴れしい呼び名の時もあった。ユニコーン自体の解散を受け、このコーナーを最後に奥田と阿部は「ごっつええ感じ」を去った。
| 放送日         | ゲスト     | 想い出の曲                                |
| -------------- | ---------- | ----------------------------------------- |
| 1993年 4月18日 | 森口博子   | パープルタウン 〜You Oughta Know By Now〜 |
| 4月25日        | 森口博子   | イエスタデイ・ワンス・モア                |
| 5月9日         | 小林克也   | 買物ブギー                                |
| 5月23日        | 小林克也   | 夜のストレンジャー                        |
| 6月6日         | 八代亜紀   | 神田川                                    |
| 6月13日        | 八代亜紀   | 朝日のあたる家                            |
| 6月20日        | 福山雅治   | 春夏秋冬                                  |
| 7月11日        | 福山雅治   | KNOCKIN' ON HEAVEN'S DOOR                 |
| 7月25日        | ribbon     | 上を向いて歩こう                          |
| 8月1日         | ribbon     | DAY DREAM BELIEVER                        |
| 8月8日         | 翔         | スモーキンブギ                            |
| 8月15日        | 翔         | JOHNNY B.GOODE                            |
| 8月22日        | 西田ひかる | グッド・バイ・マイ・ラブ                  |
| 8月29日        | 西田ひかる | I Wanna Be Loved By You                   |
| 9月5日         | 深津絵里   | 夢見るシャンソン人形                      |
| 9月12日        | 深津絵里   | SING                                      |
| 9月19日        | JELLY FISH | S・O・S                                   |
| 9月26日        | JELLY FISH | ELEANOR RIGBY                             |

#### ダウンタウンの○○びっくりショー
番組初期のブリッジの派生版。松本や浜田をディフォルメ化した人形がコマアニメーションであらゆる事に挑戦するが、必ず何かしらのオチが付いていた。

#### エンディングのコーナー（1993年4月 - 6月）
チクリのコーナーから引き継いだもので、その回のゲストが出演して、ライブや新曲の告知などをすることもあったが、ダウンタウンの2人が「カスタムひかる」を見た後のリアクショントークをエンディングに充てるようになったため、フェードアウト。翌年の5月に後述のカラオケCDプレゼントの当選者発表と西端の産休報告を兼ねた回が、コーナーの体制としては実質上最後となった。

#### ボディコンかあちゃんコンテスト
『ごっつええ』では数少ない一般公募企画。40歳代・50歳代になっても優れたプロポーションを持つ母親達が登場し、そのセクシーさを競う。5名の参加者はボディコン衣装に身を包み、後姿のみを見せてジュリアナダンスを踊りながら登場。ここで司会を勤める浜田や審査員達から様々な質問が飛び交い、最後は母親達が考える「悩殺ポーズ」（無論本人たちなりに考えた“悩殺”なので、爆笑をさらうものも多かった）を披露した後、一番の支持を集めた人が優勝。
最後に参加者は全員振り返って素顔を見せる。だがある回では、そのうちの一人が本名でエントリーしていた五月みどりだったため会場は騒然となったことがある。
後に『ダウンタウンのガキの使いやあらへんで!!』における名物キャラとなった腰フリおばちゃんもエントリーしていた。

#### 連続テレビ小説 木瓜の花
某国営放送の連続テレビ小説風のミニドラマ。元ネタは『細うで繁盛記』。全12回。
昭和45年の夏、料亭「花兆」で繰り広げる人間模様を（浜田や今田が女性役を演じる事以外は）ほぼ笑いの要素ゼロで演じた。番組のレギュラー以外でも俳優の佐藤蛾次郎、冨士真奈美、宮川一朗太、八名信夫らが出演するなど、ドラマ面からいってもクオリティの高い本格的なものであった。最終回直前でサスペンス調になり、登場人物が次々と殺され、容疑者として浜子が逮捕。これで終わると思いきや、生き残った明美の意味ありげな含み笑いで物語は締めくくられた。最終回では、OA前にNG集が放送されたり、富士、宮川、佐藤に花束が渡されたりと1コーナーとしては破格の待遇構成となった。また、最終回では特別に客の笑い声が挿入されていた。
■登場人物
- 花岡浜子（浜田）…主人公。和夫の推薦で「花兆」の女将になったものの、和夫の死に乗じた佳代の鶴の一声で仲居に降格される。ストーリーの中盤から毎回ラストシーンで意味深な笑みを浮かべるようになる。
- 花岡佳代（冨士眞奈美）…和夫の妻。浜子を何かといびる。
- 花岡健一（宮川一朗太）…和夫の長男。役所勤務だが気弱。17年前の回想シーンでは他のキャストが同じ役を演じている中で唯一別人(峰松佑貴)が演じている。
- 仙吉（松本）…「花兆」の番頭。
- 花岡千代（今田）…健一の姉。連れ添った夫・こうじろうと離婚して「花兆」に舞い戻る。
- 花岡美代（篠原）…千代の妹。
- 花岡和夫（戈一貴登）…一代で「花兆」を築き上げた大旦那。故人。
- 時蔵（蔵野）…「花兆」の板前。
- 勇介（板尾）…「花兆」の板前。完結編での連続殺人事件では最後まで生き残ったが…
- 明美（YOU）…「花兆」の仲居。
- 登志子（西端）…「花兆」の仲居。
- 吉留作三（佐藤蛾次郎）…浜子の父。
- 権藤虎次（八名信夫）…地元を仕切るヤクザの親分。浜子の商才を見抜き、閉店したバーの経営を一任させる。
- 刑事（織本順吉）…浜子を「花兆」で起こった連続殺人事件の容疑者として逮捕した。

#### 鼻リーグ
鼻綱引きのチーム対抗戦。松本がチェアマン（花が頭頂に刺さったカツラ、アメリカンクラッカーがぶら下がった付け鼻を装着）、浜田が審判員に扮する。3人ないし4人一組でチームを結成し、ノーズホルダー（実際はただの洗濯ばさみ）をつけた紐を鼻に挟み引き合う。チームの全員の鼻からノーズホルダーが外れるか、メンバーが中央の線を越えると敗北となる。当時開幕当初で注目度の高かったJリーグをモチーフとしており、チーム名はJリーグ加盟チームのもじり（今田・板尾・蔵野 / YOU・弥生・涼子による「ごっつええ大阪」、レツゴー三匹の「サンビキッチェレツゴー」等）、ロゴもJリーグのパロディである（Jリーグのロゴの丸を一つ減らし、それを左右反転させたものをJの右側に置き鼻に見立てている）。イメージソングも「WE ARE THE CHAMP」の替え歌。優勝チームには、洗濯バサミ型のトロフィーが贈られた。

#### 参加チーム
- ごっつええ大阪（パロディ元：ガンバ大阪） 今田耕司、板尾創路、蔵野隆洋
- ダチョウキイテナイテッド（パロディ元：ジェフユナイテッド市原） ダチョウ倶楽部
- 電気グリューゲルス（パロディ元：横浜フリューゲルス） 電気グルーヴ（まりん在籍時）
- 池袋ボディビルディ（パロディ元：ヴェルディ川崎） ぶるうたすと素人ボディビルダー2人
- 横幅アマリノス（パロディ元：横浜マリノス） デブデブガールズ（ダンプ松本、ライオネス飛鳥、大森友伽里）
- サンビキッチェレツゴー（パロディ元：サンフレッチェ広島） レツゴー三匹
- アメリカ代表 デーブ・スペクター、チャック・ウィルソン、ケント・フリック
- 中国代表 周富徳、周志興、周朱興
- アフリカ大陸連合代表 オスマン・サンコン、ラミン・ジャバテ、ムウェテ・ムルアカ
- ごっつええ三人娘（チームロゴ、フラッグはガンバ大阪のパロディ） YOU、西端弥生、篠原涼子
- CCガールズ（チームロゴ、フラッグは名古屋グランパスのパロディ）
- CoCo（チームロゴ、フラッグは清水エスパルスのパロディ）
- ちゃっきり娘（チームロゴ、フラッグは浦和レッズのパロディ）

#### ザ・対決
視聴者からの架空のハガキに基づき、ダウンタウンの2人がゲームで対決する。前述の「改造人間カスタムひかる」終了に伴い、そのゲーム対決部分に絞る形でスタートした。レフェリーのジャッジ公平（今田）が仕切り、毎回視聴者（なぜか芸能人が多い）から来ているという設定のハガキにより、「○○と××ではどっちが強いんですか?」という疑問に答えるという設定で、ライバル関係のキャラクターに松本・浜田がそれぞれ扮装して、そのキャラクターにちなんだ体を張ったゲームで対決を行う。基本的に浜田は割と器用に対応してしまうことが多いため、ジャッジ公平がグズる松本に肩入れしたズルをし、浜田に「お前全然ジャッジ公平ちゃうやん!」とつっこまれることがよくあった。
対決終了後、浜田の命令でジャッジ公平が強制的にゲームをやらされることも少なく無かった。
特別ゲストとして、志村けんと加藤茶のペアや、ダウンタウンのファンである甲本ヒロトと真島昌利（当時THE BLUE HEARTS）のペアが出演し、ダウンタウンと対戦した。
| 松本             | 松本                            | 対決内容                                                                       | 浜田                             | 浜田 |
| ---------------- | ------------------------------- | ------------------------------------------------------------------------------ | -------------------------------- | ---- |
| ×                | ジャイアント馬場                | BATTLE 1 ハゴイタDEガビョーン                                                  | アントニオ猪木                   | ○    |
| ×                | 日本テレビ                      | BATTLE 2 君が言ってアッ僕がイタッ言ってイテテテゲーム                          | フジテレビ                       | ○    |
| ×                | 鎌倉の大仏                      | BATTLE 3 痛いケンドーゴメ〜ンGAME                                              | 奈良の大仏                       | ○    |
| ○                | 新幹線                          | BATTLE 4 そんなに見ないで運不運(ウッフ〜ン)GAME                                | チーター                         | ×    |
| ×                | ビートルズ                      | BATTLE 5 ぬき足さし足さわり足GAME                                              | ローリングストーンズ             | ○    |
| ×                | 魔法使いサリー                  | BATTLE 6 お尻滅裂ケッツらGO                                                    | ひみつのアッコちゃん             | ○    |
| ○                | 紅組                            | BATTLE 7 おもしれ〜けどハジを指令〜GAME                                        | 白組                             | ×    |
| ×                | 野球                            | BATTLE 8 だるまころんで六苦んローラーGAME                                      | サッカー                         | ○    |
| ○                | サリーちゃんのパパ              | BATTLE 9 かくれんボ〜ン!GAME                                                   | 星一徹                           | ×    |
| ○                | にっぽん                        | BATTLE 10 落ち落ちしてるとすべるんるんGAME                                     | にほん                           | ×    |
| ×                | つめたーい                      | BATTLE 11 思いでー語ってアカサッカーGAME                                       | あったかーい                     | ○    |
| ×                | マドンナ                        | BATTLE 12 ダーンボールでピラミッドーン!GAME                                    | マリリン・モンロー               | ○    |
| ×                | 短髪                            | BATTLE 13 みじかくみじたくはやくスローGAME                                     | 長髪                             | ○    |
| ×                | 文金高島田                      | BATTLE 14 涙ポロポロこぼれてゴールインGAME                                     | ウェディングドレス               | ○    |
| ○                | シルベスター・スタローン        | BATTLE 15 ハァ〜キャッチリキャッチリキャッチリなキャッチリ娘がとび出した〜GAME | アーノルド・シュワルツェネッガー | ×    |
| ×                | 桂三枝                          | BATTLE 16 ハリキッテ張り合ってHURRY UP! GAME                                   | 西川きよし                       | ○    |
| ×                | デーブ・スペクター              | GAME静かにしな祭レント                                                         | 和田勉                           | ○    |
| ×                | 長嶋茂雄                        | ナインでなやんで何なんかな〜GAME                                               | 野村克也                         | ○    |
| ×                | バットマン                      | 発砲ふさがりショックロールGAME                                                 | スーパーマン                     | ○    |
| ○                | 金太郎                          | 新新カルタとり575GOGO!                                                         | 桃太郎                           | ×    |
| ○                | 宗猛                            | デカデカ運動会!                                                                | 宗茂                             | ×    |
| ×                | 松井秀喜                        | 自分をいじめてさぁド〜まぁゾ〜GAME                                             | 落合博満                         | ○    |
| ×                | 矢吹丈                          | 100回記念対決 動体視力はどっちがどうだい!                                      | 堀口元気                         | ○    |
| ×                | おかめ                          | あいてにアイテム相手ムッGAME                                                   | ひょっとこ                       | ○    |
| ×                | お母さん                        | 勝っても負けてもビリビリ運動会!                                                | お父さん                         | ○    |
| ×                | 武蔵丸                          | 大震度相撲トーナメントつゆ場所                                                 | 貴ノ花                           | ○    |
| ×                | お星さま                        | 汽車がせまるよ危険だONONON!GAME                                                | お月さま                         | ○    |
| ×                | トランクス                      | 下降・加工でカッコイイGAME                                                     | ブリーフ                         | ○    |
| ×                | ジャッキー・チェン              | 初笑い となりは何をする人ゾーンGAME!                                           | ブルース・リー                   | ○    |
| ×                | クワガタ虫                      | 甘党言うはキングオブ禁句GAME                                                   | カブト虫                         | ○    |
| ×                | キツネ                          | タヌキとキツネのだま試合GAME                                                   | タヌキ                           | ○    |
| ×                | 金子信雄                        | 争舌異種味覚闘技GAME!                                                          | 結城貢                           | ○    |
| ×                | チーマー                        | ゲーセン合セン脱センGAME!                                                      | ヤンキー                         | ○    |
| ○                | そろばん                        | さんざん算数さんす〜GAME!                                                      | 電卓                             | ×    |
| ○                | 西城秀樹 野口五郎               | 友情・無情に過剰に異常GAME                                                     | 堺正章 井上順                    | ×    |
| ×                | モーツァルト                    | 芸術の秋!音ガクガクGAME                                                        | ベートーベン                     | ○    |
| ○                | トム・クルーズ                  | コロコロ玉つき運のつきGAME!                                                    | ポール・ニューマン               | ×    |
| ○                | コロンボ                        | 探して見つけてさあっすが〜GAME                                                 | 金田一耕助                       | ×    |
| ×                | おしん                          | ま逆 逆さま?!そうさ逆さまっさGAME                                              | すず                             | ○    |
| ○                | 和田アキ子                      | 寸止め！ギリギリまいGAME                                                       | 的場浩司                         | ×    |
| ○                | 美川憲一                        | 近似値???むず価値はず価値GAME                                                  | 千昌夫                           | ×    |
| ×                | 上杉謙信                        | 陣とり乗っとり命とりGAME!                                                      | 武田信玄                         | ○    |
| ×                | 上岡龍太郎                      | ことば双六 す〜語苦語苦労さんGAME                                              | 間寛平                           | ○    |
| ○                | 象さん                          | 嗚呼〜鼻の十番勝負!                                                            | 北島三郎                         | ×    |
| ×                | トランプマン                    | めくった〜トランプアワレちゃんGAME                                             | Mr.マリック                      | ○    |
| ○                | プリンス                        | バツが待っとるシャトル手に取るバツミントンGAME                                 | マイケル・ジャクソン             | ×    |
| ×                | 横井さん                        | 勇気に一気ジャングルはヤバイバルGAME                                           | ターザン                         | ○    |
| ×                | 曙                              | おすもうおされぬマジカよ相撲パワーGAME                                         | 貴乃花                           | ○    |
| ○                | バカボンのパパ                  | これでいいのだ！！計算悲算御名算ありがとさ〜んGAME                             | アホの坂田                       | ×    |
| ×                | 忠犬ハチ公                      | 名犬・危犬ワンダフルGAME                                                       | 名犬ラッシー                     | ○    |
| ×                | アルプスの少女ハイジ            | 敬老養老ガンバ老 おじいちゃんと一緒！！GAME                                    | フランダースの犬のネロ           | ○    |
| ×                | 王監督                          | 冷静沈着判断紙一重だんだん命取りGAME                                           | 長嶋監督                         | ○    |
| ×                | ねずみ小僧                      | 硬貨で降下！！恋ンに落ちたらおっカネ〜GAME                                     | 銭形平次                         | ○    |
| ○                | 工藤静香                        | こぼしちゃ負けよジャンジャラジャンGAME                                         | 中村玉緒                         | ×    |
| ×                | ジミー大西                      | 見失なったら暗ラッ記〜GAME                                                     | 林家ペー                         | ○    |
| スペシャル       |                                 |                                                                                |                                  |      |
| ○                | ダウンタウンVS加トケン          | ダウンタウンVS加トケン                                                         | ダウンタウンVS加トケン           | ×    |
| ×                | GEISHA GIRLS vs THE BLUE HEARTS | GEISHA GIRLS vs THE BLUE HEARTS                                                | GEISHA GIRLS vs THE BLUE HEARTS  | ○    |
| ゲストと十番勝負 |                                 |                                                                                |                                  |      |
| ×                | 浜田                            | 乳首シェーカー                                                                 | 大江千里                         | ○    |
| ×                | 松本                            | ムチムチマシーン                                                               | ルビー・モレノ                   | ○    |
| ○                | 浜田                            | スチロール突破                                                                 | 池谷幸雄                         | ×    |
| ×                | 松本                            | 回転相撲                                                                       | 高木ブー                         | ○    |
| ×                | 浜田                            | 腰フリ                                                                         | 坂上二郎                         | ○    |
| ○                | 松本                            | パンチングマシーン                                                             | Mr.オクレ                        | ×    |
| ○                | 浜田                            | タライ落し                                                                     | パンチ佐藤                       | ×    |
| ×                | 松本                            | 三角木馬相撲                                                                   | 志茂田景樹                       | ○    |
| ○                | 浜田                            | ワニワニパニック                                                               | 宝田明                           | ×    |
| ○                | 松本                            | 大風船                                                                         | 千昌夫                           | ×    |

#### おかんとマー君がゆく
コントでおなじみだった、おかん（松本）とマー君（浜田）が、いろいろな芸能人の元を訪ねるという企画。志村けん、谷村新司、中嶋常幸、中野浩一、佐竹雅昭、ウッチャンナンチャンを訪ねた。

#### ホラホラアフリカン
「言葉を当てましょマジでマジで」の出題者をアフリカ人に置き換えたクイズコーナー。オスマン・サンコンとムウェテ・ムルアカが出題者側でレギュラー出演。

#### 今週のエンディング(93年11月から95年3月)
レギュラーの誰かがカラオケを歌うだけのコーナー。初期は「夜のヒットスタジオ」風のセットで一人佇んだ松本or浜田の歌をバックに、その回のハイライトシーンを流す演出だったが、カラオケBOX風のセットが作られレギュラー陣のオーディエンスの中で熱唱する風景が確立していった（その回のコントでの衣裳を着たままなのが多かった事から、ほとんど収録後の打ち上げのノリだった）。カラオケの代わりに浜田・松本の誕生日パーティーが行われたり、カラオケ数曲がCDにプレス化され、視聴者にプレゼントされたことがある。篠原が持ち歌である「恋しさと せつなさと 心強さと」を歌唱した際には浜田の必要なまでのいびりに遭い号泣寸前に陥っていた。ちなみに最終回はメンバー全員による「いい湯だな」。
| 放送日         | 曲                                   | 歌手                                                                 |
| -------------- | ------------------------------------ | -------------------------------------------------------------------- |
| 1993年 11月7日 | 木枯しに抱かれて                     | 浜田                                                                 |
| 11月14日       | ブルージーンズメモリー               | 松本                                                                 |
| 11月21日       | 手紙                                 | 浜田                                                                 |
| 11月28日       | ヘッドライト                         | 松本                                                                 |
| 12月5日        | センチメンタルカーニバル             | 浜田                                                                 |
| 12月12日       | あんたのバラード                     | 松本                                                                 |
| 12月19日       | ラスト・ダンスは私に                 | 浜田                                                                 |
| 12月26日       | サライ                               | 松本、浜田                                                           |
| 1994年 1月16日 | 時代おくれ                           | 松本                                                                 |
| 1月30日        | オー・チン・チン                     | 浜田                                                                 |
| 2月6日         | わたしの青い鳥                       | 松本                                                                 |
| 2月13日        | おーい中村敏夫くん（おーい中村君）   | 浜田                                                                 |
| 2月20日        | 釜山港へ帰れ                         | 松本                                                                 |
| 2月27日        | セシル                               | 浜田                                                                 |
| 3月6日         | TRAIN-TRAIN                          | 松本                                                                 |
| 3月13日        | 狼なんか怖くない                     | 浜田                                                                 |
| 3月20日        | チャンピオン                         | 松本                                                                 |
| 4月17日        | 戦争を知らない子供たち               | 浜田                                                                 |
| 4月24日        | アンジェリーナ                       | 松本（サックス：今田）                                               |
| 5月1日         | 2億4千万の瞳                         | 松本                                                                 |
| 5月8日         | ロマンスの神様                       | 浜田                                                                 |
| 5月15日        | ※浜田の誕生日会                      | ※浜田の誕生日会                                                      |
| 5月22日        | 四つのお願い                         | 浜田                                                                 |
| 5月29日        | ※CDプレゼント当選者発表&西端産休報告 | ※CDプレゼント当選者発表&西端産休報告                                 |
| 6月5日         | 勝手にしやがれ                       | 松本                                                                 |
| 6月12日        | ファンキー・モンキー・ベイビー       | 松本                                                                 |
| 6月19日        | 花嫁                                 | 浜田                                                                 |
| 6月26日        | 二回目のキス                         | YOU、浜田                                                            |
| 7月3日         | 燃えろいい女                         | 松本                                                                 |
| 7月17日        | 禁猟区                               | 浜田                                                                 |
| 7月24日        | 君に、胸キュン。                     | 坂本龍一、浜田、松本                                                 |
| 8月7日         | 恋しさと せつなさと 心強さと         | 篠原                                                                 |
| 8月14日        | 絶体絶命                             | 松本                                                                 |
| 8月21日        | 夢想花                               | 浜田                                                                 |
| 8月28日        | ダンシング・オールナイト             | 松本                                                                 |
| 9月4日         | 夢がMORI MORI                        | 浜田                                                                 |
| 9月11日        | ※松本の誕生日会                      | ※松本の誕生日会                                                      |
| 9月18日        | みちのくひとり旅                     | 浜田                                                                 |
| 10月2日        | いい湯だな                           | 浜田、松本 今田、蔵野、YOU、篠原(コーラス)                           |
| 10月23日       | ふられ気分でRock'n' Roll             | 浜田                                                                 |
| 10月30日       | ギザギザハートの子守唄               | 松本                                                                 |
| 11月13日       | 君は薔薇より美しい                   | 浜田                                                                 |
| 11月20日       | 1986年のマリリン                     | 松本                                                                 |
| 11月27日       | 前略、道の上より                     | 浜田                                                                 |
| 12月4日        | NAI・NAI 16                          | 松本、今田、東野                                                     |
| 12月11日       | お正月                               | 浜田                                                                 |
| 12月18日       | サムライ                             | 松本                                                                 |
| 12月25日       | Merry Christmas, Mr. Lawrence        | 坂本龍一（ピアノ演奏）                                               |
| 1995年 1月15日 | カリフォルニア・コネクション         | 浜田                                                                 |
| 1月22日        | 哀愁でいと                           | 今田、東野、板尾、蔵野                                               |
| 1月29日        | 真赤なウソ                           | 浜田                                                                 |
| 2月5日         | もっと もっと…                       | 篠原                                                                 |
| 2月12日        | 安奈                                 | 松本                                                                 |
| 2月19日        | 浮気な、パレット・キャット           | 浜田                                                                 |
| 2月26日        | 大阪で生まれた女                     | 蔵野                                                                 |
| 3月5日         | 仮面舞踏会                           | 今田、東野、板尾                                                     |
| 3月12日        | カナダからの手紙                     | 浜田、YOU                                                            |
| 3月19日        | 今夜は離さない                       | 蔵野、篠原                                                           |
| 3月26日        | いい湯だな                           | 浜田、松本（合いの手） 今田、東野、板尾、蔵野、YOU、篠原（コーラス） |

#### 珍名さんいらっしゃい!
レギュラーチームとゲストチームで対決。一般参加者の名前を当てる。司会は浜田。

#### なるほど!春祭勝利への道
当時3回連続ブロック最下位という惨めな結果に甘んじていた「ごっつ」が、94年の「なるほど!ザ・春の祭典スペシャル」での優勝を目指して「なるほど!ザ・ワールド」のルールや形式対策を実施した特訓企画。4週に分けて行われ、ダウンタウンと1週ごとに番組の形式をクリアした1人＝計5人と補強目的で最終週のゲストだった藤原喜明が春の祭典に出場することになった。しかし満を持した春の祭典ではCブロック4番席止まりとなってしまい、優勝は夢と消えた。ちなみにセットは当時の本家のそれを意識しているが、タクシーフィッシュの顔が松本・浜田をディフォルメしたものになっている。
- 1994年2月27日:番組チームの過去の出場メンバーと成績を紹介。
- 1994年3月6日:強化テーマ「フジテレビ問題」。FNSクイズ王で2回も優勝した実績のある永田喜彰と6対1でフジテレビに関する早押しクイズを競い、5ポイント先取した一人が「なるほど!春祭」への出場権を得る。今田が出場権獲得。
- 1994年3月13日:強化テーマ「トランプマン対策」。トランプマンによる神経衰弱で松本・浜田のイラストのカードを当てる。参加メンバーは今田をのぞくレギュラープラス透視家の山上智。2枚から枚数が増えていくにつれ、外した場合はその時点で脱落となる。最後まで残ったYOUが出場権を獲得した。
- 1994年3月20日:強化テーマ「ジャンピングクイズ8合わせ対策」。参加メンバーは残ったレギュラープラスゲストの藤原。形式は「なるほど!」お馴染みの「ジャンピングクイズ」。クイズ終了時点で1番席にいた西端が出場権を獲得した。

#### 国産米争奪！しろうと演芸大賞
出場芸人は全て高齢の素人。当時の番組プロデューサーの佐藤義和が審査員として出演。優勝者にはコシヒカリが贈られた。

#### GRAND'PA GRAND'MA ENGEI LIVE
「しろうと演芸大賞」を現代風にリニューアルした。基本的に参加者は全員素人の老人で、ネタも本人達に任せていたため、面白さ以前にネタとして成立していないケースがほとんどであった。

#### 浜ちゃんのゴルフがんばるぞ！
浜田がゴルフ自慢の子供とゴルフ対決を行う企画。ボウリングや剣道に挑む回もあった。松本版の「松ちゃんもゴルフがんばりや！」という企画もあった。

#### きょうふのキョーちゃん
松本人志原作アニメ。詳細は上記に参照。

#### 浜ちゃんのゴルフでちゅ〜
「ゴルフがんばるぞ」での対戦相手を女性芸能人に変えただけの内容。

#### 浜ちゃんのファイト十発!
浜田がスポーツ自慢の小学生とスポーツ十番勝負に挑み、6勝すれば浜田の念願であるグレートバリアリーフに招待されることになっていたが、浜田が2勝したまま残り4戦というもう後がない所まで来た矢先に突然コーナーそのものが打ち切られた。

#### the TEAM FIGHT
番組後期の名物コーナー。初期は「ザ・対決」と交互に放送されていた。初期のオープニングでは、チーマーに扮したレギュラー陣がダンスしながら対立するという映像が流されており、初回でのメンバーの衣裳もそれだった。2回目以降はチームカラーが確立され、チームカラーが赤の浜田率いる「TEAM HAMADA」（95年4月〜12月は今田・蔵野・YOU（チームカラーが黒だった）、96年1月〜9月は板尾・蔵野・篠原、96年10月〜97年3月は今田・東野・YOU）とチームカラーが黒の松本率いる「TEAM MATSUMOTO」（95年4月〜12月は板尾・東野・篠原（チームカラーが赤だった）、96年1月〜9月は今田・東野・YOU、96年10月〜97年3月は板尾・蔵野・篠原）の2チームに分かれ、体を張った大掛かりなゲームで対戦する（ゲームによっては、1ゲーム毎にチームをその場で決めることもあった）という、コント「実録 大阪紅夜叉VS関西孔雀姫」の団体ゲーム対決の要素をフィーチャーしたコーナー。また、前期では敢闘賞が一人選ばれ、好きな賞品がプレゼントされた。この時期の番組予算の大半はこのコーナーのセットに使われており、数千万円かかったものもあった。ただし松本はどんな豪華なセットでも一度しか使用せず、毎回膨大な赤字が出ていたという。
「ザ・対決」に続き、特別ゲストでTHE HIGH-LOWSが出演。ドッジボール対決（双方の壁後ろに何台ものピッチングマシンが仕掛けられ、どこから飛んでくるかわからない）を行う。当時ハイロウズのメンバーだった白井幹夫の顔面に当たり、大切なサングラスが壊れるハプニングが起きる。
YOU、涼子の番組卒業に伴い、終了。
2023年7月22日に放送された『FNS27時間テレビ 鬼笑い祭』内で『チームDEファイト』という企画名で松本、今田、東野、130R、木村祐一による「ほぼごっつチーム」と、27時間テレビ総合司会の千鳥 （大悟・ノブ）、かまいたち（山内健司・濱家隆一）、ダイアン（津田篤宏・ユースケ）による「鬼レンチャンチーム」が本コーナーとほぼ同趣旨の対決を行った。

#### 浜田がゆく
浜田が自らの銅像をフジテレビに建てるべく、ゲストや視聴者からの依頼に答えた報酬として銅像設置のための基金を寄付するという内容。依頼内容や寄付額によっては浜田が依頼者に対して辛疎な態度をとったり手を挙げることも少なくなかった。最終的に基金額は38420円に達したものの、そこから先がないままコーナー自体フェードアウトした。

#### シンガーソングライダー板尾創路
謹慎から復帰した、シンガー板尾が取り巻き連中と共にハーレーに乗って登場し、歌を一曲披露し去っていく。また、視聴者の元を訪れるようになった。初回ではダウンタウンが進行役だったが、2回目以降はYOUに変わった。
■披露した歌
- 「ボスニア・ヘルツェゴビナ」（1回目で披露）
- 「牢屋」（1回目ラストで約束した第三倉庫で披露）
- 「涙の二世帯住宅／MINAMISHO」（フジテレビ内楽屋で披露）
- 「つうかやっぱカネとシャネルとケイタイ」（プールサイドにいるギャル達の前で披露）
- 「なきむしさんとんでいけ かぜひきさんとんでいけ」（幼稚園児達の前で披露、披露の前に寸劇あり）
- 「みんなで歌おうスキップロード商店街」

#### 草野球王 〜芸能界最強を目指して〜→新・草野球王 〜新たなる挑戦〜→新・草野球王'96
浜田率いる草野球チーム「H・Gott's」が数々の芸能人チームと対戦するガチンコ野球企画。元々は1994年に巨人の槙原寛己が完全試合を達成したことに感動した浜田が、「俺も完全試合がしたい!」と完全試合に挑戦した企画が発端。しかしあまりにも投げすぎた浜田は翌日体を壊し、『ガキの使い』の収録を休むほどであった。負けた場合、「H・Gott's」は即解散するというシビアなルールで、予定していた福岡ドームでの対プロ野球OBクラブチーム戦を前にしてANGEL PIGSに敗退。解散すると思われたが、浜田は解散セレモニーで新生「H・Gott's」の結成を宣言。その第一戦でプロ野球OBクラブチームに勝利した。翌96年では、一般人メンバー全員とジミーが脱退。ジミーの背番号2は永久欠番扱いとなった。連勝を重ねたものの、96年の最終戦でパリーグOBチームとの対戦に敗れ、その後「H・Gott's」は解散した模様。
H・Gott'sメンバー:浜田(背番号1)、佐藤(背番号3)、東野(背番号9)、板尾(背番号7)、蔵野(背番号8)、木村(背番号10)、ジミー(背番号2)、神田(背番号11)、工藤順一郎(背番号6)・光一郎(背番号4)、堀部(背番号5)プラス475人の一般人から入団テストて選出された8人と補欠4人の計12人
初戦の相手チーム:Crabs(石田純一(背番号24)、永島敏行(背番号19)、松崎しげる(背番号2)他)
二戦目の相手チーム:U.W.F.(高田延彦(背番号42)、山本健一(背番号12)、金原弘光(背番号10)、垣原賢人(背番号1)、佐野直喜(背番号8)、安生洋二(背番号27)他)
三戦目の相手チーム:MAPPIES(近藤真彦(背番号18)、影山正彦(背番号5)他)
四戦目の相手チーム:ANGEL PIGS(渡辺徹(背番号00)、デビット伊東(背番号11)他)
96年度初戦の相手チーム:YOKOTA TIGERS(当時の横田基地専属のリトルチーム)
96年度二戦目の相手チーム:シャ乱Q(つんく(ピッチャー)、リリー・フランキー(キャッチャー)、たいせー(ファースト)、しゅう(セカンド)、はたけ(サード)、GAKU(ショート)、Su(外野)、まこと(ライト)、和田薫他)
96年度三戦目の相手チーム:Mackerel(石田純一(背番号16)、村田雄浩(背番号2)、堀真樹(背番号50)、玉置浩二(背番号11)、西村雅彦(背番号3)、細川茂樹(背番号6)、近藤芳正(背番号29)、井ノ原快彦(背番号8)、江良潤(背番号62)他)

#### ボケましょう!!
緊急企画からの派生コーナー、あるシチュエーションで発するボケの一言の面白さを競う。ドラマ仕立てで有名俳優が相手役を演じたり、豪華なセットを用いるなど、大喜利としては破格の予算をかけたことがある。松本が「ボケー」という単位で判定する。東野のあまりのふがいなさに「サムー」という単位も登場する。一方、板尾は大いに活躍しボケ指数100%（「ボケー」導入以前の単位）を記録したことがある。内村プロデュースやリンカーンでも同様の企画が見られた。苅谷俊介、斉藤慶子、角野卓造、原日出子、森田順平といった俳優陣がドラマ部分に出演したが、ドラマ部分で俳優が台詞を噛んでしまい、松本が勝手に採点したこともままあった。

#### 浜ちゃん遊ぼ
楽屋でふんぞり返っている浜田の元にゲストが「浜ちゃん、遊ぼ。」と声かける所から始まるコーナー。浜田とゲストが気ままにロケを楽しむ。坂本龍一が出演した時は「浜ちゃん遊んで!」に変更された。

#### オジャパメン / マウヤケソ
韓国のアイドルグループ『消防車（ソバンチャ）』（オジャパメン）、『トゥルゴヤンイドゥル』（マウヤケソ）の楽曲を男性メンバーがカバー。日本人の耳には珍奇に聞こえる韓国語の発音が笑いを誘う。実際にこの曲でライブイベントを行ったこともあり、本家にあたるソバンチャとは1996年9月16日放送分の『HEY!HEY!HEY!2万人のCHAMP CARNIVAL』で共演が実現した。後にK-POPの日本語カヴァーで人気を博したDJ OZMAもリスペクトしている。

#### この指と〜まれ！
浜田、今田、東野、板尾、蔵野、木村の6人がいろんな遊びをする。

#### 〜ダウンタウンPresents〜10万円分食べよう?!
様々な飲食店で、男性メンバーが総額10万円に達するまでひたすら食べ続ける（実際食べるのは今田・板尾・蔵野・東野で、ダウンタウンはお腹を満たす程度）。戦歴は以下の通り。
1. 餃子の王将 12690円（13種類39品目 最初のタイトルは「餃子の王将で10万円食べられるか?!」だった）
2. ミスタードーナツ 14990円（22種類74品目）
3. サンデーサン 39552円（19種類64品目）
4. マクドナルド 10134円（19種類56品目 放送当時ハンバーガ創業価格1個80円だった）
5. ぼてぢゅう 23263円（16種類39品目）

上記の通り、全て安価の飲食チェーン店で行われたため、1回も10万円に届かなかった。この不甲斐ない結果に怒ったダウンタウンが4人に「10万円分乗ろう!!」と題し、キング・オブ・コースターFUJIYAMAに10万円分乗るという罰ゲームを科したが11000円分に終わる（1回の乗車料1000円で蔵野2回、今田・板尾・東野3回）。
その後、大阪のくいだおれでも行われ、1階のレストラン、3階の懐石、8階の鍋料理でダウンタウン以外のメンバーが食べまくった。今田曰く、このコーナーのせいで太ったらしい。結果は60452円（14種類40品目）で一応過去最高を記録した。

#### 浜田雅功の勝ち進みゴルフマッチ
浜田が勝った場合は、ゲストより強い相手を紹介、負けた場合はゲストより下手な相手を紹介し、次回の対戦相手となる。

#### 力也ちゃんと遊ぼう
レギュラーメンバーが安岡力也に関するゲームを行う。ゲームは「マジカル力也」「力也ンルーレット」「世紀末力也」の3つ。「マジカル力也」ではマジカルバナナの要領で、「力也と言ったら○○」のように答え、その内容を力也が判定する。「力也ンルーレット」はテーマにあったものを順番に答えていくが、力也のきらいなものを言ってしまうとアウト。罰ゲームはテキーラを飲む。

#### Nine Get
賞品獲得を目指して4人対戦でカートゲームを行う。チャレンジャーは浜田と遠藤久美子の他にゲスト2名だった。

#### PAINTING QUIZ SHOW 俺ならこう描く!!
浜田がお題を見て絵を描き、他のレギュラーが浜田がどんな絵を描くかを予想するクイズ。だが、浜田の絵画センスが（ある意味で）はるかに上を行っていたため、正解が出ないことが多かった。正解した者が優勝ということで賞品に、浜田の絵がプリントされた絵皿やTシャツがプレゼントされた。賞品があまりにも好評だったため、その後は視聴者プレゼントにその絵皿やTシャツが選ばれた。しかし解答者であるはずの松本が突然進行に徹したり浜田が収録中にタバコを一服するなどかなり収録状況はフランクだった。

#### 寝起きハイテンショングランプリ
出演者が起床後どれだけハイテンションな芸をできるのかを競うコーナー。ルー大柴や島田洋七、西川のりお等のベテラン芸人も出場したことがある。のちに松本と今田が司会をやるテレビ朝日系列「わらいのじかん」でも全く同じ企画が放送されている。

#### 藤岡弘と遊ぼう
レギュラーメンバーと藤岡弘が鬼ごっこなどをして遊ぶ最末期のロケ企画。メンバー（子供の扮装）と藤岡（スーツ姿）のテンションの温度差が秀逸。汗だくでマジメに子供の遊びをする藤岡を小バカにしり、鬼ごっこで捕まった者には合気道の技でおしおきしたりするが、なついた者には抱きしめて「お前はかわいいなぁ!」と可愛がる。メンバーも思い出の企画としてよくあげている。

#### エキセントリック少年ボウイ
同タイトルの架空のヒーロー物（番組?）のキャラクターに扮した男性メンバー全員が、その主題歌を歌いきって終わるコーナー。末期に毎週放送されていた。基本的に歌のみであり（歌詞の中の台詞はあるが）、実際のストーリーなどはなかったが、番組が終了せずに続行していれば本編のコントも作られる予定だった。また、木村裕一が演じる新キャラクターの登場も予定されていたが、打ち切り騒動で立ち消えになった。同作の歌「エキセントリック少年ボウイ」のCD（エキセントリック少年ボウイオールスターズ名義）も発売され、オリコン最高4位のヒットとなり約50万枚を売り上げた。二番の歌詞までは完成した時点で、三番の歌詞はメンバーによる大喜利で作られたもの。
第二弾として「日影の忍者勝彦」も用意されていて、『HEY!HEY!HEY!』で日影の忍者勝彦オールスターズが結成された。

#### 山田花子の愛の告白 メッチャ好きやねん!!
一時レギュラーでもあった山田花子がメインの企画。タイトル通り、花子が男性タレント（つんく、西川貴教等）に色々な方法で告白するもその都度振られては大阪へ帰って行くのがお約束だった。

#### 出動!!メカライオン
岐阜県奥飛騨山中に研究所を構え、世界征服という野望を抱いているマッドサイエンティスト集団「ゴッド」が、開発中の大型兵器「メカライオン」の実践テストに挑む。メカライオンの様々な武器のシミュレーションは新規に製作された従来のアニメ並みのクオリティによるセルアニメーションで表現されていた。なお、メカライオンは初回でも製作に800万もの予算を費やし、2回目での改良では200万もかけたという代物である。初回の対ライオン戦ではグダグダながらも手ごたえを感じ勢いに乗るも、2回目の対バッファロー戦においてはバッファローの体当たりでボディの一部を破損した。
■メカライオンの能力
全長…3.6m
重量…1t
速度…時速15km
動力…100v
機動性と防御に優れている
■メカライオンの性能
- メカボイス…7種類の超音波を発生する。
- メカパンチ…拳を秒速300メートルで飛ばす。遠隔操作によって敵を追尾し、宇宙の果てまで追い詰める。
- メカビーム…ダイヤモンドより硬い超合金製の舌を高速で出し入れさせて敵に連続突きをかます。とアニメーションでは表現されていたが、実際は伸びた舌の先から風船が膨らんで破裂するだけだった。
- メカシャワー…胸部から毎秒10トンもの水を放水し、渦潮を作り出す。とアニメーションでは表現されていたが、実際放水された水は10トンどころか1トンの量にも満たなかった。
- メカテール…革製鞭の千倍の威力を生み出すしなり。
- メカトラップ…
- メカチェンジ…瞬時に形状変化を起こす。
- メカバズーカー…眉間より発射する爆弾。連続発射が可能で敵を自動照準で追い詰める。とアニメーションでは表現されていたが、実際は特大のクラッカーで一発こっきりだった。

#### 笑殺フォトバトル
松本チーム（蔵野、東野）と浜田チーム（板尾、今田）に分かれて、写真モデルのゲストに普段ほとんどやらないことやありえない設定（それらの多くが合成写真）などを写真撮影して、スタジオで自分達の写真をお互いに相手チームに見せて、相手チームのメンバーが自分のチームのメンバーより多く笑ったら点数が入るというコーナー。後の『ダウンタウンのガキの使いやあらへんで!!』の「笑ってはいけないシリーズ」の原点とも言うべき企画。モデル役のゲストには宮路年雄（城南電機社長）、加納典明、岸部四郎、水野晴郎が出演した。

### 緊急企画
1993年秋頃からレギュラーコーナーの激減に伴い、その代わりとして様々な主旨のロケ企画が行われるようになった。
ダウンタウン御用達の理髪店を探せ！

彦龍ラーメンシリーズ
「都内に日本一まずいラーメン屋がある。」という情報を聞きつけたダウンタウンが真相を確かめるため、情報のあったラーメン屋・彦龍に出向くという内容の企画であったが、どういうわけか彦龍の主人・原憲彦をお見合いさせようとする企画にまで発展した。
大学生の夢を叶えよう 学生寮大はしゃぎ合戦
カッコいい走り 友の会
あらゆるシチェーションの人物を数名登場させ、彼らの疾走姿を採点。審査員は松本の他に村野武憲、ドクター中松、高橋慶彦が務めた。
ペーパードライバーグランプリ
激論 どうするどうなるこれからのニッポン
各界名士俳句詠みの会
青春くん絶望と挫折を乗り越えろ！
車で椅子とり選手権
見せます笑い屋集団のプロ根性
おしどり夫婦選手権
ダウンタウンは世界に通用するのか!?
新ドッキリカメラ
ダウンタウンが仕掛け人になり、メンバーを様々なドッキリで驚かす企画。
主な企画
- 「シンデレラ」のコント収録中、YOUが浜田の頭をハイヒールで叩いたことに浜田が激怒。止めに入ったADは殴られ、女性陣（YOU、西端、篠原）は顔面蒼白。浜田に謝罪しようと3人がスタジオから出ようとするとき、今田が元祖どっきりカメラの野呂圭介に扮した格好でネタばらしをし、YOUは「（ガキ使いでのドッキリで演技した）梅宮さんの倍怖かったわ!」と半泣きで怒った。松本によると、現場で一番平気そうに見えた西端はこれが終わった後、ショックから楽屋に2時間篭ったまま出てこなかったらしく、このOAの2週間後に番組を降板した。
- 東野の髪の毛が、あまりにもカタ焼きそばに似ているぐらいチリチリなことから、同じ日に色々な場所（楽屋、取材中の喫茶店、タクシー、宿泊先のホテル）で、仕掛け人の「東野さんの頭ってカタ焼きそばに似てますね」のセリフを合図に、他のメンバーが東野の頭に熱々の八宝菜をかけた。東野は最初はキョトンとしていたが、2回3回と続くと「これドッキリ違う」と怒り出す。新メンバーになったばかりの東野を迎えるためのコーナーでもあったが、拷問に近い。最後は東野が泊まるホテルの部屋にメンバーが乗り込んだ瞬間、静止画になり、テロップで「こんなのドッキリじゃない 東野談」と出されてコーナーが終わる。その後、番組タイトル表示後の提供紹介のバックで、八宝菜をかけられるシーンが流された。ちなみの八宝菜は今田が具の蒲鉾をつまんで「蒲鉾もドッキリやないで」と言って食べていた為、本物であった。松本著書の遺書によると、視聴者から食べ物を粗末にするなというクレームが多く来たとのこと。
- 仕掛け人はダウンタウンと大﨑洋プロデューサー。控え室でダウンタウンと大﨑プロデューサーが周囲に響き渡るほどの怒鳴り声で大喧嘩を行い、他のメンバーはそれを聞きながら呆然とする。そして、ダウンタウンが控え室のガラスを叩き割って姿を現すと、実は三角木馬をやっていたというドッキリ。板尾と蔵野は、黒のスーツ姿で控え室に入った大﨑プロデューサーが姿を現した瞬間、赤い服を着ているのを見て「血まみれになってる」と勘違いした。また、ケンカの最中でもクールに装っていた今田はドッキリと判明した後に安堵のあまり1人だけ号泣した。
- 「東野に芸人根性はあるのか!」と銘打ったドッキリ。永井豪原作のマンガ「けっこう仮面」のパロディコント。東野が演じる正義の味方で、覆面以外は裸。敵の顔を股間に押し当てる「シンボルアタック」などの得意技を持つ、という設定。「こづれ狼」でこのキャラに扮した東野が、これを主役にコントをしたいと言い出したらしく、メンバーとスタッフがその願いを叶えると見せかけてドッキリを仕掛けた（東野がごっつに出たことでギャラを上げてくれとも言っていたらしく、このドッキリですり変わった妻に動じる事無くシンボルアタックが出来たらギャラを上げるという決めごとも設定されていた）。助け出す女性役をYOUが演じると台本にはあったが、本番ではそれが東野の妻に入れ替わった。東野は女性が妻に入れ替わっていたことに気付くと仮面を脱ぎ捨て「こんな屈辱初めてや!」と絶叫した。
- 「ほんこんの飲んだらパワーアップ」というドッキリ企画。全編大阪ロケのスペシャルにおいて、蔵野がはめられたドッキリ。うめだ花月シアターの舞台に客を入れて蔵野がホスト役のトークショーをやるというもので、ゲストがオール阪神・巨人。番組が始まる前からベロンベロンに酔わされていた蔵野は番組中もグダグダで、逆に巨人は番組を成立させようと気を使うが阪神が怒って番組中帰ってしまう。阪神の激怒を目の当たりにした蔵野は一気に酔いが醒め、巨人の楽屋に謝罪に行くが、こっぴどく怒られてしまう。もちろん阪神と巨人は企画を全て理解した上での演技だが蔵野は泣いてしまった。
- コント「野生の王国」で、浜田演じる親ライオンが、蔵野演じる子ライオン（子ライオンの顔の被り物を着用しているため素顔は見えない）を鍛えると称して様々な方法でシバきまくるコントで、入念なリハーサルが行われるも、本番は蔵野ではなく別の人物に入れ替わっているという浜田に仕掛けたドッキリ。それを知らない浜田は子ライオンが蔵野だと思い、ナレーション役の松本の指示に従って子ライオンをシバきまくるが（崖を登る子ライオンの頭を蹴って突き落とす、崖を登り切った子ライオンに回し蹴りを喰らわせて突き落とす、再び画を登り切った子ライオンの顔に親ライオンの股間を擦り付ける、子ライオンに電気アンマを喰らわせてた後に丸太で百叩きにする）が、後ろからウサギに扮した蔵野が登場。それを見た浜田は激しく動揺し、実況役の今田が「今日は蔵野以外のメンバーの誰かが入っているという単純な理由なんですかね」と言うも、コントに出演していない板尾・東野・YOU・篠原はスタジオの隅におり、浜田は困惑する。そして松本が「これはね、実はね、坂本龍一なんですね」と告げ、坂本が子ライオンの被り物を取って素顔を見せる。それを見た浜田は坂本に土下座するも直後に丸太でシバき返され、松本に「ちょっと小室に浮気されたと思ってイライラしてたんですね」、今田に「私、個人的には正直あんな親ライオン（浜田）の顔見た事が無いですね」と言われた。最後は坂本が浜田を崖に突き落として終了、収録終了のスタッフのOKコールに浜田は「OKやあるかあ!」と絶叫した。ダウンタウンの番組全般で見てもレアな浜田ドッキリ企画。

浜田雅功 完全試合に挑戦
1994年に巨人の槙原寛己が完全試合を達成したことがきっかけで行われた企画。当日は東京ドームを貸し切って試合が行われ、浜田がピッチャーとなり、今田、蔵野、松本と小学生を含む9人に対して完全試合を敢行。なお、守備には本物のプロ野球OBが就いており、斉藤明夫や鈴木孝政、松沼博久、島田誠、高橋慶彦といった1980年代のプロ野球を代表する選手が脇を固めた。
緊急持ち込み企画 藤原喜明俺は強いんだ!
目指せ100万円!男のド根性大会
根性だけはずば抜けた芸能人たちが集い、100万円相当の壺をいろいろなアイテムを使い合わせて根性試しを行う。最もスリリングかつ高度な根性試しを成功させた人が「ド根性王」となるが、賞品はその100万円相当の壺である。なお、根性試しの途中でその品を壊してしまった場合は、優勝者無しとなる。
目指せ200万円!男のド根性大会II
前回との相違点として、挑戦者がペアになったことと、賞品の壺が200万相当にグレードアップした点である。今田・蔵野コンビが壺を飛ばす装置で壺を割ってしまい、200万円弁償する事になり、優勝者は無しとなった。
目指せ100万円!男のド根性大会III
前回と異なり、賞品が100万円相当のボヘミアングラスにグレードダウンしたが、ジミー大西・Mrオクレ組がトランポリンでグラスを割ったため、優勝者無しとなってしまった。
「間」に入りましょう
レギュラー達がさまざまなお題に沿って浜田・松本の間に入れるかといった和気藹々とした雰囲気のコーナー。だが、結果が出ると雰囲気は一転、間に入れなかったメンバーを蔑ろにするというもので、その都度ダウンタウンに何度も頭を下げてやり直しを頼んだが、いずれも結果は今田だけが間に入れず、コーナー自体が中止になってしまった。
最後でダウンタウンが、最近生意気になっている今田を懲らしめる目的でこのコーナーを企画した事を明らかにしている。つまり、この企画自体が今田への制裁及び今田の矯正のためであった。
即席今田耕司改造計画!!
これでもか！笑顔を忘れた少年に真の笑顔を
第1回!ミスブーブーユニバース!!
史上初!!1万人騎馬戦
芸能界ビリヤード王決定戦→松本人志 ビリヤード王への道→松本人志のビリヤード戦争
芸能界一のナンバーワンハスラーを自称する松本が、いろいろな芸能人にビリヤード勝負を挑む。
| 放送日         | 松本のスコア | 対戦者   | 対戦者のスコア | 概要 |
| -------------- | ------------ | -------- | -------------- | --- |
| 1994年11月13日 | 0            | 近藤真彦 | 1              | 実況:福井謙二、解説:原田義則 |
| 12月25日       | 0            | 東幹久   | 3              | 3回勝負。ビリヤードに関してはプロ級の腕前を持つ東がクッションで9ボールをポケットに入れるという神業を2回も見せたことにより、短期決着となった。 |
| 1995年3月26日  | 3            | 木村拓哉 | 2              | 5回勝負。 |
| 9月24日        | 3            | 木村拓哉 | 0              | 3回勝負。 |
| 12月24日       | 0            | 福山雅治 | 4              | 4回勝負。 |

キャー大変!!火事だ!119番!消防隊出動!!
本日開店!!蔵野孝洋のお店
検証!!理科室のガイ骨はこんな顔だった!!
芸能界あやとりの輪!
キャリー東野のアイドル虎の穴
WWWWチャンピオンの女子プロレスラー・キャリー東野がマネージャー・ドンキング松本の呼び寄せたアイドルとプロレス勝負を行い、時に手加減抜きで技を仕掛けたりする。最初はバイソン涼子(篠原)をキャリーがプロレス技で痛めつけてチャンピオンになるという内容の単発コントであったが、後に客入れをしてプロレスを行うという人気コーナーに発展した。タッグマッチの際は無二の親友・キムラちゃん（ヤワラちゃんのパロディ）が登場する。出演アイドルは初期は岡本夏生withレースクイーン1号2号、新島弥生、水野あおい、平成おんな組、ピンクサターン、本田理沙、T-BACKSなど実に渋いメンツであったが、後には天地真理（電流爆破デスマッチ）や日出郎・日景忠男・志茂田景樹といったイロモノタレント、そして後にジャガー横田&バイソン木村（東野がぶちのめされるドツき役）、レジー・ベネットといった本物の女子プロレスラーなども登場し、坂木優子によってキムラちゃんが締め落とされる展開もあった。
CYCLING CYCLING DOGANG DOGANG
ジャイアントスイングゴルフ
Wコウジ企画・Wコウジはダウンタウンを越えられるか
第1回巨大おならコンテスト
パイマン
SMアイテム（ボールギャグやレザー製拘束着のような衣装など）を身に纏った男「パイマン」（東野）が街頭の女性や動物（ラクダ、ワニ、ゾウなど）にパイを投げつけるコーナー。パイマンの調教師「コギャル」（松本）が命令を下す。あまりに怖い猛獣と対峙した際は、一切しゃべらないはずのパイマンが東野幸治に戻ってしまい、饒舌にレポートしてしまったこともある。
このコーナーが何回か放送された後、東野は「世紀末戦隊ゴレンジャイ」にも「パイマン」の扮装で登場したこともある。
緊急持ち込み企画 蔵野孝洋の俺は本当はモテるんだ!
本当はモテると豪語する蔵野の言葉を検証するため、イケメン芸能人（第1弾：藤井フミヤ、第2弾：福山雅治、第3弾：浜田雅功、第4弾：松本人志）と蔵野のどっちと付き合いたいかを街行く女性達にインタビュー。女性一人一人が蔵野（ほんこん）以外の男性を選ぶ度に、蔵野はダウンタウンから折檻を受けなければならない。しかし対戦相手があまりにもイケメンなため当然蔵野には一票も入らないことがほとんどであった。そのため蔵野から泣きが入り、「浜田さんとやらしてくれ!」と提案。結果はほぼ五分五分であった。
Wコウジ企画・Wコウジの友情は本物なのか
芸能人をつかまえよー!!
蒸暑い夏に突然昆虫採集ならぬ人間採集に森に出かけたダウンタウン、大掛かりな罠を仕掛け獲物を待つ。天童よしみと森次晃嗣がその犠牲となった。他にももう一人、ある大物タレントがこの企画に呼ばれていたが、企画内容を聞いて「そんな話聞いていない」と怒って帰ったらしく、それに対して浜田から「お前、そんな偉ないゆうねん」と評されていた。
東野改造計画 芸能人と友達になろう
芸能界に友だちが少ない東野幸治のための企画。女性芸能人（渡辺美奈代、田中美奈子、内海好江）に友達になって下さいと交渉しにいく。しかし東野は全裸で交渉にいくので、逃げられてしまったり激怒されたりする。
板尾創路俳優入門
巨大竹とんぼに挑戦!!
巨大料理に挑戦!
男性レギュラー全員で巨大な料理作りに挑戦する。巨大プリンは保冷車を冷蔵庫代わりとし24時間かけて冷やしたにもかかわらずまったく固まらなかった。その他にも失敗が多く、クレームを付けられたこともあった。番組終了後から数年後、ダウンタウンが出演していた番組「リンカーン」で復活。
うわあ〜やってもうた!
男性レギュラー全員が一人ずつリレー形式で提示されたある条件を一回で成功させるもので、失敗すると他のメンバー全員から顔面パイの応酬をくらう。梅宮辰夫、PUFFYらもゲスト出演して、失敗すると当然他のレギュラー陣から顔面パイの応酬をくらっていた。
厨房ですよ〜喫茶店に挑戦
男性レギュラー6人がフジテレビ1階の喫茶室「ラ・ポルト」の調理師に扮し、客の注文通りに対応できるかを目指した企画。
日本一気の長いラーメン屋のオヤジ発見!!
緊急シミュレーション企画 ザ・選挙
楽屋でたたずむ浜田にいきなり松本が「選挙出〜や〜」と言ったことから始まった。松本がブレーンとなり浜田を候補として祭り上げ、ハゲヅラに省エネスーツ、「ウッシャッシャッシャッシャ」と嗤う「浜田まさとし候補」が誕生した。選挙カーで街に出て本格的な街頭演説も行い、「ツッコミのある街づくり」を有権者に訴えた。そして「ガンバッテアナタ」しか言わない外人の奥さんと共に1か月に渡る選挙活動を行った結果、浜田候補は4404票を獲得。しかしこの結果に松本は「何やそれ! 何日もやって4千ナンボって! やめさせてもらうわ!」と捨てゼリフを残し、企画は終了した。ちなみに無効票も何票かあり、なぜか松本に86票が入り、中にはガッツ石松の名前もあったらしい。
新風俗喫茶を探る!!
ごっつの車窓から
ダウンタウンの2人が上野駅から京成電鉄スカイライナー（当時・現在のシティライナー）で成田空港駅へ向かう途中に、窓から外を見るとごっつのメンバーがバカなことをしているという企画。特にダウンタウンが大笑いしていたのは、なぜか草原や倉庫の屋根に何匹も怪獣エレキングが横たわっていて、その先では板尾がエレキングと戦っているというシーン。二弾目として横浜ドリームランドのジャングルツアーで同様の企画が行われたが、そこでも主役はやはり板尾。なぜか真剣な表情で墓石を見つめる喪服姿の板尾に二人は大ウケ。「ごっつ墓石見てるやん!何があったんや!」と大笑いした。この企画は、松本がドラマ『北の国から』で、蛍が電車で去っていく母親を見送るシーンに着想を得たもので、「あれを母親目線で、電車から見える蛍がボケてたら面白いんじゃないか」という発想から作られた。なお、冒頭のナレーションは本家『世界の車窓から』の石丸謙二郎がつとめた。
巨大紙切りマッチデス
風間杜夫、菅野美穂と松本の3人が巨大な切り絵作りに挑戦、お題をもとに観客の感応で評価を決める。
青春プレイバック
1996年の200回スペシャルにて、ダウンタウンが故郷・尼崎を訪れたロケ。江守徹・石立鉄男によるダウンタウン結成までの再現ドラマも放送された。高層マンションが建ち並び小綺麗になった尼崎の姿は青春時代の面影が失われつつあり、二人は「空が狭なった」と少し寂しげだった。
芸能界ゲーム王への道
ゲーム自慢を自称する松本が、人気タイトルのゲームの王の座を賭けて芸能人を相手に10人抜きに挑む。「テトリス」「ぷよぷよ」と続いたが、いずれも完敗に終わった。そこで「マリオカート」の回では浜田も参加しての勝ち抜き戦に模様替えとなった。
レギュラーメンバースカウトキャラバン
最末期、女性レギュラーメンバーが番組を卒業した後、新レギュラーオーディションと題し笑福亭鶴瓶（第1回）、ガッツ石松（第2回）、八代亜紀（第3回）という面々をごっつメンバーが全くの新人として扱ってオーディションするという企画。受験者はいずれも功成り名遂げた一流芸能人ばかりなのだが、コーナー内ではド新人扱いなので受験者が必死に芸を見せたり体を張ってもごっつメンバー側の反応が極薄だったり、鶴瓶に至っては、松本から「つるへ君」「鶴光君」などと呼ばれ極めて失礼に扱われ、「尼崎のドブの中から生まれた人間が、なにぬかしとんねん」「おまえらなぁ、だいたい長者番付にのんのが（載るのが）おかしいねん。なんでのんねん」「うちの息子なぁ、家（息子の部屋）入ったら、おまえの「読め!」ゆう本とか「松本」とか、おまえ、見とってんどっ! ゆうことは、まわりまわっておまえとこ払ろとるんやないかいっ!!」と反撃するが相手にされず、「仁鶴に言うぞ! 仁鶴に!」「仁鶴兄さん、吉本の裏番長と呼ばれてるでしょ?」と、兄弟子で吉本興業所属の笑福亭仁鶴にカメラ越しに助けを求めたが、それもダウンタウンからは軽く流されてしまう。のちに、『ガキの使いやあらへんで!!』で同じ趣旨の企画を鶴瓶の弟子の笑福亭笑瓶で行った。この番組ではホテルで開かれたが、ガキの使いでは体育館を舞台に巨大風船やパイ投げマシーン、カートなどを使った大規模なものになっていた。
ごっつプロレス旗揚げ記念試合 in Tokyo Big Sight
男性レギュラー陣によって結成された「ごっつプロレス」の旗揚げ記念に橋本真也との対戦に向けて準備を進めていた当日に起きた茶番がメイン。
当初はダウンタウンがタッグコンビを組んで橋本と対戦する、というものであったが、ダウンタウンはやる気を見せず、ついには突然マネージャーから過去に世話になったある会社の社長が急死したという連絡が入ったため、葬儀に出ることになり、その場で、ダウンタウンは車に乗って走り去ってしまう。結局今田と東野が代役として橋本と対戦したが、橋本はダウンタウンの不誠実さに呆れてリングから降り、試合は不成立となった。
その後、ダウンタウンが橋本に対して違約金を支払う事で和解を持ちかけ、橋本がこれに同意して違約金を受け取り、和解するシーンが放送された。
すれ違いにらめっこ
浜辺でラブラブショー
テレビセットの建て込みに挑戦!
男性レギュラー陣がスタジオアルタで『森田一義アワー 笑っていいとも!』のセット設営を行う。しかし、セットの置物をポットとすり替えてそのまま完成させて帰宅した挙句、翌日にポットがセットに置かれたまま生放送される事態となったら、もちろん出演者には一切知らせていなかった。

### その他の企画
日帰りの戦士 ブーメラン君
レギュラー第2回目でOA。浜田博士によって造られたニューヒーロー・ブーメラン君(松本)。どこへ飛ばされても、ブーメランのごとく必ず戻ってくるという性質を試すため、河田町から飛ばされた先は札幌の羊ケ丘展望台だった。一人寒いロケをやさられていることに気付き、怒りモードに変化しつつ浜田博士の研究室に戻ってきたブーメラン君は浜田博士に八つ当たりした。移動シーンで即興のテーマソングをブーメラン君が歌っている。
男の美学 ハードボイルド入門
レギュラー第3回目でOA。ハードボイルド作家・松本謙三(北方謙三のパロディ)作のショートストーリー「探偵マッツ事件ファイル」を紹介。
ごっつ時代劇スペシャル
レギュラー第4回目でOA。設定・ストーリーは至って正統派だが、桃太郎侍風のコンビ・おめでたブラザーズ(ダウンタウン)とちびっこ侍軍団との奇妙な対決がメイン。
ごっつ入れ歯スペシャル
レギュラー第6回目でOA。「ズラリンピック」の内容を入れ歯に置き換えた競技企画。後にオジンガーZとして出演し続けることになる橋爪光男が、出場者の一人として出演。ラストでは、出場者が入れ歯の織り交ぜたファッションを着こなしながら登場するファッションショー風のパートがあった。
第1回ごっつええ感じ杯争奪「明日のオジンガーは君だ!!」
「ラブラブファイヤー」のコーナーの人気キャラクター・オジンガーZの二代目候補を出場者の老人たちから選抜するコンテスト企画。
なぜなぜ?子供相談室 私がホンモノダ〜!!
7人の子供たちが疑問に思っていることを、栗本慎一郎、塩田丸男、ドクターアホ松(松本)の3人がそれぞれの見解で回答。それを子供たちがジャッジして、票数の多かった回答者に1ポイントが入る。最終的にポイントの一番多かった回答者は「初代子供だまし王」の称号を得る。結果として栗本が「初代子供だまし王」となったが、2回目は行われなかった。
男前!!床運動選手権
芸能界の男前が集まり、あらゆるシチュエーションによる床運動を披露する。参加者は加納竜、本郷直樹、草川祐馬、団時朗といずれも70年代から活躍している二枚目俳優ばかりであった。10人のオバサンが採点を行い、100点満点を取った団が優勝となった。
第1回 長〜い助走路ボウリング大会 IN 京浜蒲田商店街
京浜蒲田商店街あすとの100メートルもある路を助走路に見立てて、走りながらボーリングを投球するゲーム企画。ごっつチーム(今田・板尾)とゲストチーム(高橋ジョージ・田中美奈子)の対戦。二度もストライクを決めた田中の活躍もあり、ゲストチームの圧勝に終わったが、勝負に不満を持った高橋の提案でダウンタウンと直接対決となった。しかしダウンタウンはガーターを連発で出し、結局ゲストチームの二連勝となり、公約としてダウンタウンはTHE 虎舞竜のコンサートで前説をやらされるはめになった。
男の料理
普段から包丁を手に料理をしたことがないダウンタウンが巨大鮪や巨大鮟鱇の捌きに挑戦する。また、ダウンタウンが羊の毛刈りに挑戦する「男の手仕事」というコーナーもあった。
SEPPUN DOJO
男性タレント同士、口付けを交わしあいそしてどちらがより良いキスをできたか松本に判定してもらい、トーナメント方式で優勝者を決定するコーナー。当然勝ち残り方式なので勝者は次の対戦相手と接吻を交わさなければならないので、(全員異性愛者であるため)勝者にとってかなりの精神的苦痛を伴うコーナーである。毎回男性同士のキスに会場からは悲鳴が上がっていた。この企画にルー大柴、黒田アーサー、梅垣義明等が登場した。
ビーチクメーナーコンテスト
上記の｢SEPPUN DOJO｣の発展形及び過激化させたコーナー。参加者の男性タレントが、｢乳首プレゼンター｣と呼ばれる男性タレントの乳首を片方ずつ舐め合い、プレゼンターが勝敗を判定する。その他のルールはSEPPUN DOJOとほぼ同じ。参加者は工藤兄弟(唯一コンビで参加、二人同時に舐める)、ルー大柴、ダチョウ倶楽部(実際の参加者は上島竜兵のみ、他の二人はセコンド的役割)、鶴久政治、東野、前田耕陽、今田(元々参加予定だった日出郎の代役。)、見栄晴。プレゼンターが志茂田景樹、Mr.オクレ、西川のりお、大泉滉、オスマン・サンコン、日景忠男(本コーナー唯一の、本物の同性愛者。)優勝者は東野。決勝戦前にはビーチクメーナー大会会長(松本)によるビーチク国国歌(作詞、作曲、歌唱共に松本)が斉唱された。
ごっつええ感じ 家族対抗歌合戦
かつて同じ枠で放送されていた「オールスター家族対抗歌合戦」をダウンタウンの司会で復活させた。なぜか参加チームは、東野・蔵野・ジミー・堀部をのぞく「H・Gott's」のメンバーとその家族で固められた。優勝はパンチ佐藤チーム。
夏休み子供ファンタジー ピーターベン
子供に好かれないというレギュラーメンバーが子供向けの舞台劇「ピーターベン」に出演。ピーターベンを和田勉、ヒロインのウェンスディに堀川早苗、男性レギュラー陣はウェンズディと仲良しの動物役、そしてダウンタウンは悪役の船長とペットのオウムの役だった。

### 特別編
ダウンタウンのものごっつええ感じ 私が選んだまた見たいランキングBEST100
1993年暮れにOA。「CDTV」風のCGキャラ2人が進行役で、番組レギュラーやスタッフが選んだこれまでのコント・コーナーをランキング形式で紹介。合間には森口博子、藤井フミヤ、ラモス瑠偉、松雪泰子のお気に入りによるコント・コーナーに対するコメントや、企画に登場した素人出演者のその後を取り上げたコーナーもあった。
ダウンタウン大全集'94
1994年暮れの昼枠にOA。
ダウンタウンのごっつええ感じのものごっつええとこどりスペシャル
1996年と1997年に正月特番として昼枠にOA。
5周年突破記念 公式ガイドブック
1997年1月から4週連続でOA。全編に渡って過去5年間の番組で起きた事を、上・中・下・別巻に分けてキーワード別に紹介。レギュラーメンバーのステータスから特に突出した部分を重点的に紹介した。この企画をOAしている間は出演者等の新規の出番は一切なく、スタッフロールも割愛されていた。

## 番組構成

### オープニング
1991年5月28日・7月23日・12月8日 - 1992年3月22日・1997年11月2日 「恋のマジックポーション」（すかんち）
レギュラー版は冒頭でコント数本やゲストとのトークを流したあとにオープニングとして流れた。ダウンタウン扮する泥棒が美術館に飾ってあるレギュラー陣（とその回のゲスト1人。ただし末期は大ちゃん伯爵の恰好をした原田大二郎で固定される）の肖像を見て回る。メンバーをデフォルメ化したアニメが随所に挿入された。
『火曜ワイドスペシャル』版は、出演者を正面と左横から写した映像を書類のようなイラストに合成したもの。
1992年4月19日 - 9月27日 「恋のミラクルサマー」（すかんち）
このバージョン以降は番組開始早々からオープニングとなった。
ゲームセンターでダウンタウンの二人がゲームを楽しむ他のレギュラー陣を見て回った後に、UFOキャッチャーで二人のディフォルメ人形を取ろうとする。
1992年11月1日 - 1993年3月31日 「きらいだよ」（FAIRCHILD）
一軒家を舞台にレギュラー陣とFAIRCHILDのメンバーがパーティの準備に勤しむ。なお、この時期レギュラーだった山田花子はこのオープニングには不参加。
1993年4月18日 -
冒頭のコーナーの前半終了、もしくはコントが終わった直後にタイトル表示。タイトルCGとBGMは2度変更されている。
1997年7月6日 - 11月2日 「エキセントリック少年ボウイのテーマ」（エキセントリック少年ボウイオールスターズ）
番組冒頭に流された（初期ではエンディングでも流された）。末期では歌いだしだけで終わるようになった。

### エンディング
先述の「今週のエンディング」コーナーの終了後は、その回の最後にOAされたコントの終了直後などを中心としたメニューの未放送部分ダイジェストやコントの終わりかけの方でスタッフロールが流れ出したりしていたが、以下の歌をエンディングに充てていた時期もあった。
- オジャパメン（オジャパメン） オリジナルはソバンチャ。（1996年2月4日 - 6月2日・1997年2月9日）
- 日曜日よりの使者（THE HIGH-LOWS） エンディングテーマとして使用される。
- 神様のご褒美（リビドー） エンディングテーマとして使用される。リビドーとは、構成担当の倉本美津留が結成したバンド。
- マウヤケソ（オジャパメン） オリジナルはトゥルゴヤンイドゥル。盆踊りのセットで歌った。（1996年7月21日 - 9月22日）
- ああエキセントリック少年ボウイ（エキセントリック少年ボウイオールスターズ）（1997年8月17日 - 9月21日・10月26日）
  - このバージョンのみ、スタッフロールは従来とは異なる形で表記された。

### エンドカード
エンディング後の提供テロップの後CMを挟んで5秒だけ流れていた。時期によって以下の変動があった。
1991年12月8日 - 1992年9月27日
提供クレジット同様にディフォルメ化した無数の松本・浜田が行進するアニメーション。BGMはその時期のオープニング曲に乗じていた。
1992年11月1日 - 1993年3月31日
オープニングテーマ「きらいだよ」のラストカット部分。
1993年4月18日 - 10月31日
エンディングのコーナーもしくは「カスタムひかる」視聴後のフリートークの一部分。
1993年11月7日 - 1994年3月20日
「今週のエンディング」のセットで松本もしくは浜田が「また来週」と挨拶。(回によっては番組休止などの告知あり。)
1994年4月17日 - 1994年7月17日
その回からの厳選された、おまけシーン。なお、これ以降は「この後の番組」を告知するクロスプログラムを充てるようになった関係で、エンドカードは廃止された。

## ネット局
系列は放送終了時点（打ち切り時はネット打ち切り時点）のもの。
| 放送対象地域  | 放送局             | 系列                                         | ネット形態             | 備考                                            |
| ------------- | ------------------ | -------------------------------------------- | ---------------------- | ----------------------------------------------- |
| 関東広域圏    | フジテレビ         | フジテレビ系列                               | 制作局                 |                                                 |
| 北海道        | 北海道文化放送     | フジテレビ系列                               | 同時ネット             |                                                 |
| 青森県        | 青森テレビ         | TBS系列                                      | 遅れネット             | 1993年4月から                                   |
| 岩手県        | 岩手めんこいテレビ | フジテレビ系列                               | 同時ネット             |                                                 |
| 宮城県        | 仙台放送           | フジテレビ系列                               | 同時ネット             |                                                 |
| 秋田県        | 秋田テレビ         | フジテレビ系列                               | 同時ネット             |                                                 |
| 山形県        | 山形テレビ         | フジテレビ系列                               | 遅れネット             | 1993年3月打ち切り                               |
| 山形県        | さくらんぼテレビ   | フジテレビ系列                               | 同時ネット             | 1997年4月開局から                               |
| 福島県        | 福島テレビ         | フジテレビ系列                               | 同時ネット             |                                                 |
| 山梨県        | テレビ山梨         | TBS系列                                      | 遅れネット             |                                                 |
| 新潟県        | 新潟総合テレビ     | フジテレビ系列                               | 同時ネット             |                                                 |
| 長野県        | 長野放送           | フジテレビ系列                               | 同時ネット             |                                                 |
| 静岡県        | テレビ静岡         | フジテレビ系列                               | 同時ネット             |                                                 |
| 富山県        | 富山テレビ         | フジテレビ系列                               | 同時ネット             |                                                 |
| 石川県        | 石川テレビ         | フジテレビ系列                               | 同時ネット             |                                                 |
| 福井県        | 福井テレビ         | フジテレビ系列                               | 同時ネット             |                                                 |
| 中京広域圏    | 東海テレビ         | フジテレビ系列                               | 同時ネット             |                                                 |
| 近畿広域圏    | 関西テレビ         | フジテレビ系列                               | 同時ネット             |                                                 |
| 島根県 鳥取県 | 山陰中央テレビ     | フジテレビ系列                               | 同時ネット             |                                                 |
| 岡山県 香川県 | 岡山放送           | フジテレビ系列                               | 同時ネット             |                                                 |
| 広島県        | テレビ新広島       | フジテレビ系列                               | 同時ネット             |                                                 |
| 山口県        | 山口放送           | 日本テレビ系列                               | 遅れネット             |                                                 |
| 山口県        | テレビ山口         | TBS系列                                      | 遅れネット             | 山口放送から放映権移行                          |
| 愛媛県        | テレビ愛媛         | フジテレビ系列                               | 同時ネット             |                                                 |
| 高知県        | テレビ高知         | TBS系列                                      | 遅れネット             |                                                 |
| 高知県        | 高知さんさんテレビ | フジテレビ系列                               | 同時ネット             | 1997年4月開局から                               |
| 福岡県        | テレビ西日本       | フジテレビ系列                               | 同時ネット             |                                                 |
| 佐賀県        | サガテレビ         | フジテレビ系列                               | 同時ネット             |                                                 |
| 長崎県        | テレビ長崎         | フジテレビ系列                               | 同時ネット             |                                                 |
| 熊本県        | テレビ熊本         | フジテレビ系列                               | 同時ネット             |                                                 |
| 大分県        | テレビ大分         | 日本テレビ系列 フジテレビ系列                | 遅れネット             | 1993年9月までテレビ朝日系列とのトリプルネット局 |
| 宮崎県        | テレビ宮崎         | フジテレビ系列 日本テレビ系列 テレビ朝日系列 | 遅れネット             |                                                 |
| 鹿児島県      | 鹿児島テレビ       | フジテレビ系列                               | 遅れネット →同時ネット | 1994年3月まで日本テレビ系列とのクロスネット局   |
| 沖縄県        | 沖縄テレビ         | フジテレビ系列                               | 同時ネット             |                                                 |

## スタッフ

### マジでマジであかんめっちゃ腹痛い / 火曜ワイドスペシャル / レギュラー放送時代
- 構成：廣岡豊（#マジでマジで - 156）、清水東（#マジでマジで - 156）、藤沢めぐみ（#マジでマジで - 135）、和泉光晴（#マジでマジで - 135）、乙川恒樹（#マジでマジで - 135）、内村宏幸（#マジでマジで - 156）、高須光聖（#マジでマジで - 243）、植竹英次（#火曜ワイド1 - 135）、柏田眞志（#火曜ワイド1 - 135）、鈴木しゅんじ（#1 - 135）、小笠原英樹（#1 - 243）、松井洋介（#1 - 243）、小山協子（#1 - 135）、倉本美津留（#81 - 243）、かわら長介（#94 - 243）、福原太（#94 - 243）、木村祐一（#137 - 243）、三木聡（#150 - 243）、長谷川朝二（#177 - 243）、岩崎夏海（#177 - 243）、三浦亜矢（#177 - 243）/松本人志、浜田雅功
- アドバイザー：島武実
- 音楽：増田俊郎
- スタイリスト：上杉典子（パイロット版）、高堂のりこ、北田あつ子
- 振付：南流石（#1 - 14）、ラッキィ池田、三浦亨
- フォトバトル撮影：ヤマグチケン
- 美術プロデューサー（#1 - 14）→美術制作（#15 - 212、217 - 243）：永本允・村野三郎・重松照英・須藤康弘（以上フジテレビ、永本→#1 - 29、67 - 108・村野→#30 - 66・重松→#109 - ・須藤→#109 - 212、217 - 243）
- デザイン：水上啓光・雫石洋治（以上フジテレビ）
- 美術進行：小野秀樹（パイロット版）、末松隆（パイロット版）、林勇（#1 - 212、217 - 243）
- 大道具：黒木一行、比留間正幸、広瀬勝之、西村幸也
- アートフレーム：津田忠直
- 装飾：藤間広美（#1 - 14）、福田健治（#15 - ）、加川功
- 持道具：栗原美智代（#1 - 14）、田中マキ（#15 - 32）、市橋理恵（#33 - 212、217 - 243）
- 衣裳：木村直美
- メイク：牧瀬典子（#1 - 212、217 - 243）、松浦緑、興石昌美、市裏美香
- かつら：石川享一（#1 - 32, 36 - ）、波形安一（#33 - 35）、岡崎紀子
- アクリル装飾：川島正義
- 電飾：谷口雅彦（#16 - 212、217 - 243）
- 視覚効果：中溝雅彦
- 生花装飾：佐藤祝子
- 植木装飾：広田明
- 特殊美術：CAVIN（#15 - ）、大橋泰三（CAVIN、#36 - ）、矢吹秀徳
- 特殊装置：福田隆正
- 特殊効果：水尾一雄
- タイトル：岩崎光明
- CG：岩下みどり
- アニメ：山本晋士（#1 - 14）
- CG協力：ネバーランド（#1 - 14）
- TD：島本健司（パイロット版）、佐々木信一（#1）、石黒義満（#2 - 53）、藤本敏行（#54 - 212、217 - 243）
- カメラ：田中祥嗣（パイロット版）、中島浩司（パイロット版）、高島洋雄（#1 - 14）、小川経一（#15 - 53）、花島和弘（#54 - 212、217 - 243）、遠山康之
- VE：大坪裕二（パイロット版）、品田正人（#1 - 14）、島田祐司（#15 - 53）、斉藤雄一（#54 - 212、217 - 243）、西脇貴美孝
- 音声：杉山直樹（パイロット版）、間野目正孝（パイロット版）、斉藤哲史（#1 - 14）、仙田俊一（#15 - 53）、森田篤（#54 - 212、217 - 243）
- 照明：春日叔之（パイロット版）、北沢正樹（#1 - 212、217 - 243）、小井手正夫
- 音響効果：志田博英（#1 - ）、田中寿一（#16 - 212、217 - 243）
- 編集：石附順一・太田友康・永吉敬文・岩崎秀徳（以上IMAGICA、石附→パイロット版、太田→#1 - 212、217 - 243）
- MA：植松巌・円城寺暁（以上IMAGICA、植松→パイロット版/#1 - 52、円城寺→#53 - 212、217 - 243）
- スキャニメイト：大沢宏二郎・後藤和夫（以上IMAGICA、大沢→#1 - 52、後藤→#53 - ）
- ペイント：菊池大介・山口由紀子（以上IMAGICA）
- TK：久保田有紀子
- アクションアドバイザー：山田一善
- 広報：小笠原恵美子・中島良明・為永佐知男（以上フジテレビ、小笠原→#1 - 108、中島→#109 - 212、217 - 241）
- スチル：笠井新也（#1 - 108）、安藤潤一郎（#109 - 212、217 - 243）
- ナレーション：八木亜希子(めっちゃ腹痛い「ことわざ講座」)、若本規夫（結婚前提戦士ラブラブファイヤー）、北浜晴子（木瓜の花）、是永洋(鼻リーグ募集告知ほか)、政宗一成(「彦龍ラーメンシリーズ」)、牧原俊幸(「新ドッキリカメラ」「ザ・選挙」「5周年突破記念公式ガイドブック」「ごっつレギュラーメンバースカウトキャラバン」)、森山周一郎(「芸能界ビリヤード王決定戦」)、TERRY.T（THE TEAM FIGHT）、宝亀克寿(「出動!!メカライオン」)、石井康嗣、富田耕生、近田和生他(八木亜希子、森山周一郎、TERRY.T以外はノンクレジット。)
- 協力：ヒットユニオン、JOYSOUND、TOWER RECORDS、スタジオ・ネコマンマ、シュラトン・グランデ・トーキョー・ベイ・ホテル&タワーズ、佐藤動物プロ 3年B組金八先生ほか
- 技術協力：ニユーテレス（パイロット版／#54 - 212、217 - 243）、共同テレビ（#1 - 53）
- 照明協力：FLT（#44 - 212、217 - 243）
- 制作協力：吉本興業、CRUSH OUT、NCV（#94 - 212、217 - 243）
- AP（プロデューサー補）：小須田和彦・徳光芳文（以上フジテレビ、小須田→#15 - 114・徳光→ - 212、217 - 243）、岡本昭彦（吉本興業）
- ディレクター：星野淳一郎・小須田和彦・清水淳司・小松純也（以上フジテレビ、星野→#マジでマジで - 93・小須田→#マジでマジで - 14・清水→#54 - 114・小松→#94 - 212、217 - 243。小松は#1 - 93までAD）、山口将哉（CRUSH OUT、、#火曜ワイド2 - 243）、林田竜一（NCV、#94 - 212、217 - 242）、北沢健一（#115 - 200）、村田泰介（#115 - 212、217 - 242）
- 演出：竹島達修（#94 - 212、217 - 242）
- プロデューサー：佐藤義和・小須田和彦（以上フジテレビ、佐藤→#マジでマジで - 114・小須田→#115 - 212、217 - 243）、大﨑洋（吉本興業、#火曜ワイド1 - 243）
- 制作：佐藤義和（フジテレビ、#115 - 135）
- 制作：フジテレビ第二制作部
- 制作著作：フジテレビ

### 2001年「ものごっつええ感じスペシャル」
- オーガナイザー：白岩久弥（ワイズビジョン）
- ディレクター：西田二郎・高橋純（ワイズビジョン）
- 監修：小松純也（フジテレビ）
- 構成：かわら長介、倉本美津留、高須光聖、三木聡、木村祐一、川野将一
- 技術：森野憲俊
- SW：藤本敏行
- CAM：河西純
- VE：齋藤雄一
- AUD：森田篤
- 照明：北澤正樹
- 音効：田中寿一
- 編集：太田友康、斎田秀幸
- MA：円城寺暁
- 美術：小須田和彦（フジテレビ）
- デザイン：棈木陽次（フジテレビ）
- 美術進行：林勇
- 大道具：松本達也
- 装飾：門間誠
- 持道具：小林加代子
- 衣裳：寺田泉
- スタイリスト：高堂のりこ、北田あつ子
- ヘアメイク：牧瀬典子、長谷川亜依
- かつら：矢津田一寛
- 視覚効果：中溝雅彦
- 電飾：中尾学
- アクリル装飾：川島正義
- 生花装飾：安藤岳
- 植木装飾：広田明
- タイトルデザイン：岩崎光明
- CG：チームグリグリ
- 技術協力：ニユーテレス、FLT、J-WORKS、IMAGICA、CRAZY TV、Avid Symphony
- TK：楮本眞澄
- 広報：谷川有季（フジテレビ）
- スチール：安藤潤一郎
- 制作デスク：城増美、北詰由賀、中野英美
- AP（アシスタントプロデューサー）：原武範（アズバーズ）、斉藤勅之（吉本興業）
- 協力プロデューサー：江間浩司（NET WEB）
- プロデューサー：清水宏泰（フジテレビ）、岡本昭彦（吉本興業）、武野一起（ワイズビジョン）
- 協力：ワイズビジョン
- 制作協力：吉本興業
- 制作：フジテレビ制作センター
- 制作著作：フジテレビ

## 関連商品
クレーンゲーム用ぬいぐるみ
第一弾 ノーマルダウンタウン・何太郎くんとお兄さん・アキラファイヤー、メグッペファイヤー、オジンガーZの7種類。
第二弾 カスタムひかる（服の色が赤、青、黒）、極キラー・おかんとマー君・トラゴロウとイマダ君の8種類。いずれも発売元はタカラ。他に景品用としてTシャツ、キャップ、腕時計等もあった。
VHS
『ダウンタウンのごっつええ感じ コント傑作集』HISTORY1 - 10、『幻のコント傑作集 HISTORY0』の計11巻が発売された。発売元はフジテレビ映像企画部、販売元はポニーキャニオン。VHSには「火曜ワイドスペシャル」の傑作選も収録されているが、現時点で火曜版がビデオ化された唯一の事例である。
エキセントリック少年ボウイオールスターズ(CD)
シングル『エキセントリック少年ボウイ』（1997年9月25日発売）、アルバム『ダウンタウンのごっつええ感じ 音楽全集』（1997年12月15日発売）がある。発売元はイーストウエスト・ジャパン。
DVD
『THE VERY BEST OF ダウンタウンのごっつええ感じ』（全5巻、各3枚組）が2003年6 - 12月に発売。1000本を超える作品からダウンタウンの2人が自ら厳選した傑作コント等を収録。大ヒットを記録した。発売元はフジテレビ映像企画部、吉本興業。販売元はR and C。
『THE VERY BEST ON AIR of ダウンタウンのごっつええ感じ』（3巻ずつ、全6巻、各4枚組）。こちらは放送年代別のコントやコーナー等を収録。また、当時の雰囲気を再現するために放映当時のCMも収録されている。1991-92・1993・1994の3巻が2014年3月26日に発売、1995・1996・1997の3巻が2014年9月10日に発売。発売元はフジテレビジョン、よしもとアール・アンド・シー。
このほか番組放映当時に、コントに登場したキャラクターのシールがおまけに付いた激辛カレー味のスナック菓子、コントキャラクターを辞典式に掲載した番組公式本（コラムや松本が語るキャラのその後が書かれている）などが発売されていた。